# Liga Nacional de Básquet 2015-16
La temporada 2015-16 de la Liga Nacional de Básquet de la Argentina fue la trigésima segunda edición de la máxima competencia argentina en dicho deporte. Se inició el 22 de septiembre de 2015 con el partido inaugural. Guillermo Durán, matemático de la UBA y encargado del armado del calendario, confirmó el nuevo formato de competencia a un mes del inicio de la competencia.
Para esta temporada volvieron los descensos, tras haber estado cerrados las dos anteriores para ampliar la liga de 16 a 20 equipos. Entre los nuevos equipos se encuentran Instituto de Córdoba, campeón del pasado TNA, San Lorenzo de Almagro, que le compró la plaza al otro ascendido Sportivo 9 de Julio de Río Tercero, y la destacada vuelta de Ferro Carril Oeste, varias veces campeón, que compró la plaza de Ciclista Juninense.
El partido inaugural fue el 22 de septiembre, cuando San Lorenzo de Buenos Aires recibió en el Estadio Obras Sanitarias al vigente campeón, Quimsa, en un partido correspondiente a la segunda fase del torneo, la fase nacional.
El descenso fue para Sionista de Paraná, que perdió la serie por la permanencia ante Lanús en el cuarto juego. Tras esto, vuelve al Torneo Nacional de Ascenso luego de diez años en la máxima división.
El campeón de la temporada fue el recientemente incorporado San Lorenzo de Buenos Aires, que en el estadio de Ferro Carril Oeste, el «Héctor Etchart» ganó el cuarto partido de la serie y «barrió» a La Unión de Formosa para así lograr su primer título en la Liga Nacional.

## Equipos participantes
Esta edición de la Liga Nacional contó con el ingreso a la máxima categoría del Instituto y también de 9 de Julio de Río Tercero, quienes hicieron una alianza deportiva con San Lorenzo de Almagro para cederle la plaza al equipo porteño. Según informaron, el equipo competirá con el nombre de "San Lorenzo" sin mencionar a 9 de Julio, además que los cordobeses, como marca el reglamento, perdieron no solo la plaza, sino todo lo que habían logrado, debiendo así, comenzar desde los torneos regionales nuevamente.
Otro equipo nuevo es Ferro Carril Oeste, club que intercambió plaza con Ciclista Juninense y así, el primero disputa la nueva temporada de la Liga mientras que el segundo baja de categoría y juega el TNA.
| Pos. | Ascendidos del TNA 2014-15 |
| ---- | -------------------------- |
| 1.º  | Instituto                  |
| 2.º  | 9 de Julio (Río Tercero)   |

| Fusiones/Cambios de plaza                                      |
| -------------------------------------------------------------- |
| Fusión entre 9 de Julio (Río Tercero) y San Lorenzo de Almagro |
| Cambio de plaza entre Ciclista Juninense y Ferro Carril Oeste  |

| Región                    | Cantidad |
| ------------------------- | -------- |
| Provincia de Buenos Aires | 5        |
| Capital Federal           | 4        |
| Entre Ríos                | 2        |
| Santiago del Estero       | 2        |
| Corrientes                | 2        |
| Córdoba                   | 2        |
| Chubut                    | 1        |
| Santa Fe                  | 1        |
| Formosa                   | 1        |

| Club                   | Ciudad              | Entrenador            | Estadio                                         | Capacidad |
| ---------------------- | ------------------- | --------------------- | ----------------------------------------------- | --------- |
| Argentino              | Junín               | Ariel Rearte          | El Fortín de las Morochas                       | 1500      |
| Atenas                 | Córdoba             | Gustavo Miravet       | Polideportivo Carlos Cerutti                    | 3424      |
| Boca Juniors           | Buenos Aires        | Adrián Capelli        | Microestadio Luis Conde                         | 2000      |
| Ciclista Olímpico      | La Banda            | Fernando Duró         | Vicente Rosales                                 | 3964      |
| Estudiantes Concordia  | Concordia           | Hernán Laginestra     | El Gigante Verde                                | 1610      |
| Ferro Carril Oeste     | Buenos Aires        | Álvaro Castiñeira     | Estadio Héctor Etchart                          | 4500      |
| Gimnasia Indalo        | Comodoro Rivadavia  | Gonzalo García        | Estadio Socios Fundadores                       | 2276      |
| Instituto              | Córdoba             | Maximiliano Seigorman | Gimnasio Ángel Sandrin                          | 2000      |
| La Unión de Formosa    | Formosa             | Guillermo Narvarte    | Estadio Cincuentenario                          | 4500      |
| Lanús                  | Lanús               | Germán Intonio        | Microestadio Antonio Rotili                     | 3000      |
| Libertad               | Sunchales           | Facundo Müller        | El Hogar de los Tigres                          | 4000      |
| Obras Sanitarias       | Buenos Aires        | Trifón Poch           | Estadio Obras Sanitarias                        | 3000      |
| Peñarol                | Mar del Plata       | Sergio Hernández      | Polideportivo Islas Malvinas                    | 8000      |
| Quilmes                | Mar del Plata       | Leandro Ramella       | Estadio Once Unidos                             | 3000      |
| Quimsa                 | Santiago del Estero | Silvio Santander      | Ciudad                                          | 5200      |
| Regatas Corrientes     | Corrientes          | Nicolás Casalánguida  | José Jorge Contte                               | 4000      |
| San Lorenzo de Almagro | Buenos Aires        | Julio Lamas           | Estadio Obras Sanitarias Estadio Héctor Etchart | 3000 4500 |
| San Martín             | Corrientes          | Sebastián González    | El Fortín Rojinegro                             | 3000      |
| Sionista               | Paraná              | Sebastián Svetliza    | Estadio Moisés Flesler                          | 2100      |
| Weber Bahía            | Bahía Blanca        | Sebastián Ginóbili    | Osvaldo Casanova                                | 3950      |

Capacidad de los estadios según la web oficial.
Cambios de entrenador
| Club      | Entrenador            | Entrenador            | Fecha           | Fecha           |
| Club      | saliente              | entrante              | salida          | entrada         |
| --------- | --------------------- | --------------------- | --------------- | --------------- |
| Argentino | Ariel Rearte          | Marcelo Richotti      | 17 de noviembre | 18 de noviembre |
| Atenas    | Gustavo Miravet       | Carlos Romano         | 21 de diciembre | 21 de diciembre |
| Instituto | Maximiliano Seigorman | Ariel Rearte          | 22 de enero     | 24 de enero     |
| Lanús     | Germán Intonio        | Fabio Demti           | 12 de febrero   | 12 de febrero   |
| Sionista  | Sebastián Svetliza    | Santiago Vezco (Int.) | 6 de marzo      | 8 de marzo      |
| Sionista  | Santiago Vezco (Int.) | Miguel Volcán Sánchez | 15 de marzo     | 16 de marzo     |

## Formato de competencia
El formato de competencia es una continuación del de la pasada temporada. A pesar de la cantidad de equipos, se continuará con la división en conferencias Norte y Sur, y la temporada sigue dividida en dos grandes etapas, la serie regular y los play offs. A su vez, está dividida en cinco instancias, la primera fase, que es regional o de conferencia, la segunda fase, nacional, la tercera fase, de play-offs zonales o de conferencia y la final nacional en lo que respecta a determinar el campeón, mientras que para determinar los descensos, los últimos de cada conferencia disputan play-offs.
Otra novedad será la suspensión del Torneo Súper 8, el cual es reemplazado por un nuevo torneo.

Se contemplaron el 90% de los pedidos de los clubes en cuanto a las giras, se equilibraron los juegos de los locales con respecto a los visitantes y se tuvieron en cuenta los calendarios de otros deportes y de la Selección Nacional. Además junto a la Dirección de Marketing de AdC trabajamos en conjunto con TyC Sports para coordinar los partidos televisados de la mejor manera.
Sergio Guerrero, protesorero de AdC.

Serie regular
Esta fase está dividida en dos, durante la primera fase o fase regional se enfrentan todos los equipos dentro de una misma conferencia dos veces, partido y revancha, en ambos estadios. Una vez finalizada esta etapa, los dos primeros de cada conferencia avanzan al Súper 4.
En la segunda fase, o fase nacional, los veinte equipos se enfrentan todos contra todos, nuevamente con formato de partido y revancha, pero como el año pasado, los resultados se computan por conferencia. Tras esta etapa se definen los equipos que avanzan a por el campeonato, cuales dejan de participar, y cuales deben revalidar la categoría.
Puntuación
Finalizada la fase regular de la competencia, se ordenan a los equipos sobre la base de la cantidad de puntos obtenidos bajo las reglas FIBA, con 2 puntos por victoria y 1 punto por derrota.
Descenso
Los últimos de cada conferencia se enfrentan entre sí en una serie al mejor de cinco para determinar cuál desciende.
Campeonato
Esta etapa de play-offs está dividida en cuatro, tres de conferencia y la final de la liga. Los seis mejores de cada conferencia avanzan para determinar al campeón. Los dos primeros de cada conferencia avanzan a "semifinales de conferencia" mientras que los restantes cuatro disputan la "reclasificación". Las tres primeras series son al mejor de cinco encuentros, la final es al mejor de siete.
Clasificación a competencias internacionales
La Liga Nacional de Básquet tiene cinco cupos internacionales, dos para la Liga de las Américas y tres para la Liga Sudamericana de Clubes, los cuales se reparten de la siguiente manera:
- Liga de las Américas 2017: campeón nacional y subcampeón nacional.
- Liga Sudamericana de Clubes 2016: subcampeón conferencia norte y subcampeón conferencia sur, además del ganador del Torneo Súper 4.[n 1]

## Primera fase

### Conferencia norte
| Equipo                  | PJ | PG | PP | Pts |
| ----------------------- | -- | -- | -- | --- |
| Ciclista Olímpico 1     | 18 | 13 | 5  | 31  |
| Libertad 1              | 18 | 13 | 5  | 31  |
| Regatas Corrientes      | 18 | 11 | 7  | 29  |
| Quimsa                  | 18 | 10 | 8  | 28  |
| Sionista 2              | 18 | 9  | 9  | 27  |
| Estudiantes Concordia 2 | 18 | 9  | 9  | 27  |
| San Martín (Corrientes) | 18 | 8  | 10 | 26  |
| Instituto 3             | 18 | 7  | 11 | 25  |
| La Unión de Formosa 3   | 18 | 7  | 11 | 25  |
| Atenas                  | 18 | 3  | 15 | 21  |

|  |                                               |
|  | Clasificados al Top 4 por tener mejor récord. |

1: El desempate entre Libertad y Ciclista Olímpico favorece al primero mencionado ya que éste sumó más puntos en los enfrentamientos. Los resultados fueron 72 a 50 el 20 de octubre en El Hogar de los Tigres y 70 a 61 el 23 de noviembre en el Vicente Rosales. La suma da 133 a 120 a favor de Libertad.

2: El desempate entre Sionista y Estudiantes Concordia favorece al primero mencionado ya que éste sumó más puntos en los enfrentamientos. Los resultados fueron 89 a 72 el 11 de octubre en el Moisés Flesler y 80 a 78 el 28 de noviembre en El Gigante Verde. La suma da 167 a 152 a favor de Sionista.

3: El desempate entre Instituto y La Unión de Formosa favorece al primero mencionado ya que éste sumó más puntos en los enfrentamientos. Los resultados fueron 85 a 92 el 30 de septiembre en el Ángel Sandrín y 63 a 83 el 20 de octubre en el Estadio Cincuentenario. La suma da 168 a 155 a favor de Instituto.
| Estudiantes (C)     | 71 - 63  | Regatas (C)       | El Gigante Verde       | 23 de septiembre | 21:30 |
| La Unión de Formosa | 87 - 91  | Ciclista Olímpico | Cincuentenario         | 24 de septiembre | 22:00 |
| Sionista            | 75 - 70  | Regatas (C)       | Moisés Flesler         | 25 de septiembre | 22:00 |
| San Martín (C)      | 104 - 88 | Ciclista Olímpico | El Gigante Rojinegro   | 26 de septiembre | 21:30 |
| Libertad            | 90 - 59  | Quimsa            | El Hogar de los Tigres | 27 de septiembre | 22:00 |

| Atenas              | 77 - 75 | La Unión de Formosa | Carlos Cerutti    | 28 de septiembre | 21:30 |
| Regatas (C)         | 93 - 81 | Ciclista Olímpico   | José Jorge Contte | 28 de septiembre | 21:30 |
| Sionista            | 81 - 80 | Quimsa              | Moisés Flesler    | 29 de septiembre | 21:00 |
| Instituto           | 85 - 92 | La Unión de Formosa | Ángel Sandrín     | 30 de septiembre | 22:00 |
| Sionista            | 86 - 88 | Libertad            | Moisés Flesler    | 1 de octubre     | 21:00 |
| Estudiantes (C)     | 66 - 59 | Quimsa              | El Gigante Verde  | 1 de octubre     | 21:30 |
| Atenas              | 48 - 59 | Instituto           | Carlos Cerutti    | 2 de octubre     | 21:30 |
| Estudiantes (C)     | 73 - 74 | Libertad            | El Gigante Verde  | 3 de octubre     | 21:30 |
| La Unión de Formosa | 68 - 75 | Sionista            | Cincuentenario    | 4 de octubre     | 21:30 |
| Quimsa              | 76 - 85 | Ciclista Olímpico   | Ciudad            | 4 de octubre     | 22:00 |

| San Martín (C)      | 70 - 88  | Sionista            | El Gigante Rojinegro   | 6 de octubre  | 21:30 |
| Regatas (C)         | 77 - 73  | La Unión de Formosa | José Jorge Contte      | 6 de octubre  | 21:30 |
| Libertad            | 73 - 71  | Instituto           | El Hogar de los Tigres | 6 de octubre  | 21:30 |
| Quimsa              | 99 - 80  | Estudiantes (C)     | Estadio Ciudad         | 7 de octubre  | 21:00 |
| San Martín (C)      | 91 - 99  | La Unión de Formosa | El Gigante Rojinegro   | 8 de octubre  | 21:30 |
| Regatas (C)         | 78 - 57  | Sionista            | José Jorge Contte      | 8 de octubre  | 21:30 |
| Ciclista Olímpico   | 105 - 70 | Estudiantes (C)     | Vicente Rosales        | 9 de octubre  | 22:00 |
| Instituto           | 78 - 89  | Atenas              | Ángel Sandrín          | 9 de octubre  | 22:00 |
| Sionista            | 89 - 72  | Estudiantes (C)     | Moisés Flesler         | 11 de octubre | 21:00 |
| Atenas              | 88 - 105 | Libertad            | Carlos Cerutti         | 11 de octubre | 21:30 |
| La Unión de Formosa | 65 - 83  | Regatas Corrientes  | Cincuentenario         | 11 de octubre | 21:30 |
| Quimsa              | 94 - 87  | San Martín (C)      | Ciudad                 | 11 de octubre | 22:00 |

| Instituto           | 76 - 61 | Libertad          | Ángel Sandrín       | 13 de octubre | 22:00 |
| Ciclista Olímpico   | 97 - 82 | San Martín (C)    | Vicente Rosales     | 13 de octubre | 22:00 |
| Estudiantes (C)     | 87 - 72 | Atenas            | El Gigante Verde    | 14 de octubre | 21:00 |
| Regatas Corrientes  | 65 - 69 | Quimsa            | José Jorge Contte   | 14 de octubre | 21:30 |
| Estudiantes (C)     | 86 - 74 | Ciclista Olímpico | El Gigante Verde    | 16 de octubre | 21:00 |
| Regatas Corrientes  | 81 - 66 | Instituto         | José Jorge Contte   | 16 de octubre | 21:30 |
| San Martín (C)      | 80 - 82 | Quimsa            | El Fortín Rojinegro | 16 de octubre | 21:30 |
| Sionista            | 91 - 79 | Atenas            | Moisés Flesler      | 16 de octubre | 22:00 |
| Sionista            | 86 - 93 | Ciclista Olímpico | Moisés Flesler      | 18 de octubre | 21:00 |
| La Unión de Formosa | 85 - 80 | Quimsa            | Cincuentenario      | 18 de octubre | 21:30 |
| San Martín (C)      | 78 - 84 | Instituto         | El Fortín Rojinegro | 18 de octubre | 21:30 |

| La Unión de Formosa | 63 - 83 | Instituto           | Cincuentenario         | 20 de octubre | 21:30 |
| Libertad            | 72 - 50 | Ciclista Olímpico   | El Hogar de los Tigres | 20 de octubre | 21:30 |
| San Martín (C)      | 90 - 79 | Regatas Corrientes  | El Gigante Rojinegro   | 21 de octubre | 21:00 |
| Libertad            | 78 - 61 | Estudiantes (C)     | El Hogar de los Tigres | 22 de octubre | 21:30 |
| Quimsa              | 90 - 80 | Sionista            | Ciudad                 | 22 de octubre | 22:00 |
| Regatas (C)         | 89 - 86 | San Martín (C)      | José Jorge Contte      | 23 de octubre | 21:30 |
| Atenas              | 70 - 76 | Estudiantes (C)     | Carlos Cerutti         | 24 de octubre | 20:00 |
| Ciclista Olímpico   | 86 - 74 | Sionista            | Vicente Rosales        | 24 de octubre | 22:00 |
| Quimsa              | 83 - 75 | La Unión de Formosa | Ciudad                 | 24 de octubre | 22:00 |

| Regatas Corrientes  | 81 - 75 | Libertad            | José Jorge Contte   | 26 de octubre | 21:30 |
| Ciclista Olímpico   | 87 - 67 | La Unión de Formosa | Vicente Rosales     | 26 de octubre | 22:00 |
| Instituto           | 57 - 59 | Estudiantes (C)     | Ángel Sandrín       | 26 de octubre | 22:00 |
| San Martín (C)      | 82 - 67 | Libertad            | El Fortín Rojinegro | 28 de octubre | 21:30 |
| Atenas              | 102- 97 | Regatas Corrientes  | Carlos Cerutti      | 29 de octubre | 21:00 |
| Instituto           | 79 - 71 | Quimsa              | Ángel Sandrín       | 29 de octubre | 22:00 |
| La Unión de Formosa | 63 - 80 | Libertad            | Cincuentenario      | 30 de octubre | 22:00 |
| Atenas              | 81 - 97 | Quimsa              | Carlos Cerutti      | 31 de octubre | 20:00 |
| Instituto           | 87 - 90 | Regatas Corrientes  | Ángel Sandrín       | 31 de octubre | 21:00 |
| Estudiantes (C)     | 84 - 95 | San Martín (C)      | El Gigante Verde    | 31 de octubre | 21:30 |

| Sionista            | 92 - 84  | San Martín (C)     | Moisés Flesler         | 2 de noviembre | 21:00 |
| Libertad            | 100 - 94 | Regatas Corrientes | El Hogar de los Tigres | 2 de noviembre | 21:30 |
| Estudiantes (C)     | 98 - 97  | Instituto          | El Gigante Verde       | 3 de noviembre | 21:30 |
| Ciclista Olímpico   | 97 - 74  | Atenas             | Vicente Rosales        | 3 de noviembre | 22:00 |
| Libertad            | 97 - 96  | San Martín (C)     | El Hogar de los Tigres | 4 de noviembre | 21:30 |
| Sionista            | 77 - 75  | Instituto          | Moisés Flesler         | 5 de noviembre | 21:00 |
| Quimsa              | 94 - 86  | Atenas             | Ciudad                 | 5 de noviembre | 22:00 |
| La Unión de Formosa | 81 - 87  | Estudiantes (C)    | Cincuentenario         | 6 de noviembre | 22:00 |
| Instituto           | 81 - 78  | Ciclista Olímpico  | Ángel Sandrín          | 8 de noviembre | 21:00 |
| San Martín (C)      | 110 - 71 | Estudiantes        | El Gigante Rojinegro   | 8 de noviembre | 21:30 |

| Regatas Corrientes | 83 - 59 | Estudiantes (C)   | José Jorge Contte | 10 de noviembre | 21:30 |
| Atenas             | 78 - 86 | Ciclista Olímpico | Carlos Cerutti    | 10 de noviembre | 21:30 |
| Instituto          | 85 - 95 | San Martín (C)    | Ángel Sandrín     | 11 de noviembre | 22:00 |
| Atenas             | 88 - 91 | San Martín (C)    | Carlos Cerutti    | 13 de noviembre | 21:30 |
| Instituto          | 84 - 78 | Sionista          | Ángel Sandrín     | 14 de noviembre | 21:00 |
| Ciclista Olímpico  | 78 - 69 | Quimsa            | Vicente Rosales   | 15 de noviembre | 22:00 |

| Atenas             | 73 - 78  | Sionista            | Carlos Cerutti         | 16 de noviembre | 21:30 |
| Libertad           | 104 - 66 | La Unión de Formosa | El Hogar de los Tigres | 17 de noviembre | 21:30 |
| Sionista           | 75 - 96  | La Unión de Formosa | Moisés Flesler         | 19 de noviembre | 22:00 |
| Estudiantes        | 62 - 100 | La Unión de Formosa | El Gigante Verde       | 21 de noviembre | 21:00 |
| Regatas Corrientes | 102 - 89 | Atenas              | José Jorge Contte      | 21 de noviembre | 21:30 |
| Quimsa             | 91 - 80  | Libertad            | Ciudad                 | 21 de noviembre | 22:00 |

| San Martín (C)      | 101 - 74 | Atenas             | El Gigante Rojinegro   | 23 de noviembre | 21:30 |
| Ciclista Olímpico   | 70 - 61  | Libertad           | Vicente Rosales        | 23 de noviembre | 22:00 |
| La Unión de Formosa | 64 - 57  | Atenas             | Cincuentenario         | 25 de noviembre | 22:00 |
| Quimsa              | 69 - 75  | Regatas Corrientes | Ciudad                 | 26 de noviembre | 20:45 |
| Libertad            | 90 - 71  | Sionista           | El Hogar de los Tigres | 26 de noviembre | 21:30 |
| Ciclista Olímpico   | 96 - 85  | Instituto          | Vicente Rosales        | 26 de noviembre | 22:00 |
| Libertad            | 83 - 65  | Atenas             | El Hogar de los Tigres | 28 de noviembre | 21:30 |
| Estudiantes         | 80 - 78  | Sionista           | El Gigante Verde       | 28 de noviembre | 21:30 |
| La Unión de Formosa | 87 - 78  | San Martín (C)     | Cincuentenario         | 28 de noviembre | 21:30 |
| Ciclista Olímpico   | 84 - 59  | Regatas Corrientes | Vicente Rosales        | 28 de noviembre | 22:00 |
| Quimsa              | 104 - 95 | Instituto          | Ciudad                 | 28 de noviembre | 22:00 |

### Conferencia sur
| Equipo                       | PJ | PG | PP | Pts |
| ---------------------------- | -- | -- | -- | --- |
| Gimnasia Indalo              | 18 | 14 | 4  | 32  |
| Obras Basket 1               | 18 | 12 | 6  | 30  |
| San Lorenzo (Buenos Aires) 1 | 18 | 12 | 6  | 30  |
| Peñarol                      | 18 | 11 | 7  | 29  |
| Weber Bahía Basket           | 18 | 10 | 8  | 28  |
| Boca Juniors                 | 18 | 9  | 9  | 27  |
| Ferro (Buenos Aires)         | 18 | 8  | 10 | 26  |
| Argentino (Junín)            | 18 | 6  | 12 | 24  |
| Lanús 2                      | 18 | 4  | 14 | 22  |
| Quilmes 2                    | 18 | 4  | 14 | 22  |

|  |                                               |
|  | Clasificados al Top 4 por tener mejor récord. |

1: El desempate entre Obras Basket y San Lorenzo (Buenos Aires) favorece al primero mencionado ya que éste sumó más puntos en los enfrentamientos. Los resultados fueron 90 - 97 el 4 de noviembre y 92 - 86 el 16 de noviembre, ambos en Obras Sanitarias y para Obras Basket. La suma da 189 - 176 a favor de Obras Basket.

2: El desempate entre Lanús y Quilmes favorece al primero mencionado ya que éste sumó más puntos en los enfrentamientos. Los resultados fueron 75 - 84 el 2 de noviembre en el Once Unidos y 73 - 76 el 16 de noviembre en el Antonio Rotili. La suma da 157 - 151 a favor de Lanús.
| Weber Bahía      | 88 - 76   | Lanús        | Osvaldo Casanova          | 23 de septiembre | 21:00 |
| Quilmes          | 61 - 77   | Peñarol      | Islas Malvinas            | 23 de septiembre | 21:30 |
| San Lorenzo (BA) | 77 - 57   | Ferro (BA)   | Obras Sanitarias          | 24 de septiembre | 21:00 |
| Argentino (J)    | 71 - 69   | Lanús        | El Fortín de las Morochas | 25 de septiembre | 21:30 |
| Gimnasia Indalo  | 101 - 107 | Obras Basket | Socios Fundadores         | 25 de septiembre | 21:30 |
| Weber Bahía      | 85 - 74   | Quilmes      | Osvaldo Casanova          | 27 de septiembre | 20:00 |
| Gimnasia Indalo  | 87 - 83   | Ferro (BA)   | Socios Fundadores         | 27 de septiembre | 21:30 |

| Lanús         | 92 - 93  | San Lorenzo (BA) | Antonio Rotili            | 29 de septiembre | 21:00 |
| Weber Bahía   | 82 - 56  | Boca Juniors     | Osvaldo Casanova          | 29 de septiembre | 21:00 |
| Argentino (J) | 82 - 75  | Quilmes          | El Fortín de las Morochas | 29 de septiembre | 21:30 |
| Ferro (BA)    | 77 - 79  | Obras Basket     | Héctor Etchart            | 30 de septiembre | 21:00 |
| Peñarol       | 86 - 80  | Boca Juniors     | Islas Malvinas            | 1 de octubre     | 21:00 |
| Obras Basket  | 103 - 91 | Lanús            | Obras Sanitarias          | 2 de octubre     | 20:00 |
| Weber Bahía   | 78 - 68  | Gimnasia Indalo  | Osvaldo Casanova          | 2 de octubre     | 21:00 |
| Argentino (J) | 70 - 90  | San Lorenzo (BA) | El Fortín de las Morochas | 2 de octubre     | 21:30 |
| Quilmes       | 87 - 89  | Boca Juniors     | Once Unidos               | 3 de octubre     | 21:30 |
| Peñarol       | 66 - 80  | Gimnasia Indalo  | Islas Malvinas            | 4 de octubre     | 20:00 |

| Ferro (BA)      | 67 - 57  | Lanús            | Héctor Etchart    | 5 de octubre  | 21:00 |
| Boca Juniors    | 83 - 97  | San Lorenzo (BA) | Luis Conde        | 6 de octubre  | 20:00 |
| Peñarol         | 101 - 86 | Weber Bahía      | Islas Malvinas    | 6 de octubre  | 21:00 |
| Quilmes         | 66 - 93  | Gimnasia Indalo  | Once Unidos       | 6 de octubre  | 21:30 |
| Lanús           | 84 - 76  | Argentino (J)    | Antonio Rotili    | 7 de octubre  | 21:00 |
| Boca Juniors    | 70 - 72  | Ferro (BA)       | Luis Conde        | 8 de octubre  | 20:00 |
| Quilmes         | 74 - 81  | Weber Bahía      | Once Unidos       | 8 de octubre  | 21:30 |
| San Lorenzo     | 92 - 65  | Argentino (J)    | Obras Sanitarias  | 9 de octubre  | 20:00 |
| Gimnasia Indalo | 79 - 61  | Lanús            | Socios Fundadores | 11 de octubre | 21:30 |
| Weber Bahía     | 69 - 87  | Ferro (BA)       | Osvaldo Casanova  | 11 de octubre | 21:30 |

| Gimnasia Indalo  | 97 - 93  | Peñarol         | Socios Fundadores         | 13 de octubre | 21:30 |
| Argentino (J)    | 78 - 73  | Obras Basket    | El Fortín de las Morochas | 14 de octubre | 21:30 |
| Ferro (BA)       | 97 - 106 | Peñarol         | Héctor Etchart            | 15 de octubre | 21:00 |
| San Lorenzo (BA) | 87 - 63  | Weber Bahía     | Obras Sanitarias          | 15 de octubre | 21:00 |
| Lanús            | 73 - 74  | Boca Juniors    | Antonio Rotili            | 15 de octubre | 21:00 |
| Obras Basket     | 83 - 86  | Peñarol         | Obras Sanitarias          | 17 de octubre | 20:00 |
| Lanús            | 79 - 83  | Weber Bahía     | Antonio Rotili            | 17 de octubre | 21:00 |
| San Lorenzo      | 89 - 84  | Gimnasia Indalo | Obras Sanitarias          | 18 de octubre | 10:00 |
| Quilmes          | 101 - 97 | Argentino (J)   | Once Unidos               | 18 de octubre | 20:00 |

| Obras Basket | 84 - 74 | Weber Bahía      | Obras Sanitarias | 19 de octubre | 20:00 |
| Boca Juniors | 73 - 82 | Gimnasia Indalo  | Luis Conde       | 20 de octubre | 20:00 |
| Peñarol      | 90 - 78 | Argentino (J)    | Islas Malvinas   | 20 de octubre | 21:00 |
| Ferro (BA)   | 68 - 66 | Gimnasia Indalo  | Héctor Etchart   | 22 de octubre | 21:00 |
| Quilmes      | 79 - 88 | San Lorenzo (BA) | Once Unidos      | 22 de octubre | 21:00 |
| Weber Bahía  | 89 - 78 | Argentino (J)    | Osvaldo Casanova | 22 de octubre | 21:00 |
| Boca Juniors | 88 - 92 | Obras Basket     | Luis Conde       | 23 de octubre | 20:00 |
| Peñarol      | 88 - 86 | San Lorenzo (BA) | Islas Malvinas   | 24 de octubre | 20:00 |

| Weber Bahía      | 77 - 94 | San Lorenzo (BA) | Osvaldo Casanova          | 26 de octubre  | 21:00 |
| Lanús            | 71 - 68 | Obras Basket     | Antonio Rotili            | 26 de octubre  | 21:00 |
| Argentino (J)    | 86 - 71 | Ferro (BA)       | El Fortín de las Morochas | 26 de octubre  | 21:30 |
| Gimnasia Indalo  | 84 - 60 | Quilmes          | Socios Fundadores         | 26 de octubre  | 21:30 |
| Boca Juniors     | 90 - 62 | Peñarol          | Luis Conde                | 28 de octubre  | 21:00 |
| Ferro (BA)       | 79 - 67 | Quilmes          | Héctor Etchart            | 28 de octubre  | 21:00 |
| Obras Basket     | 90 - 84 | Argentino (J)    | Obras Sanitarias          | 29 de octubre  | 20:00 |
| Lanús            | 81 - 67 | Peñarol          | Antonio Rotili            | 30 de octubre  | 21:00 |
| San Lorenzo (BA) | 92 - 86 | Quilmes          | Obras Sanitarias          | 30 de octubre  | 21:00 |
| Obras Basket     | 90 - 89 | Boca Juniors     | Obras Sanitarias          | 31 de octubre  | 20:00 |
| Gimnasia Indalo  | 94 - 62 | Argentino (J)    | Socios Fundadores         | 31 de octubre  | 21:30 |
| San Lorenzo (BA) | 76 - 80 | Peñarol          | Obras Sanitarias          | 1 de noviembre | 20:00 |

| Quilmes          | 75 - 84 | Lanús           | Once Unidos               | 2 de noviembre | 21:30 |
| Boca Juniors     | 90 - 60 | Weber Bahía     | Luis Conde                | 3 de noviembre | 20:00 |
| Peñarol          | 80 - 72 | Lanús           | Islas Malvinas            | 4 de noviembre | 21:00 |
| San Lorenzo (BA) | 90 - 97 | Obras Basket    | Obras Sanitarias          | 4 de noviembre | 21:00 |
| Ferro (BA)       | 51 - 76 | Weber Bahía     | Héctor Etchart            | 5 de noviembre | 21:00 |
| Argentino (J)    | 78 - 98 | Gimnasia Indalo | El Fortín de las Morochas | 5 de noviembre | 21:30 |
| Peñarol          | 85 - 79 | Quilmes         | Islas Malvinas            | 6 de noviembre | 21:30 |
| Obras Sanitarias | 80 - 87 | Gimnasia Indalo | Obras Sanitarias          | 7 de noviembre | 20:00 |
| Argentino (J)    | 67 - 68 | Weber Bahía     | El Fortín de las Morochas | 7 de noviembre | 21:00 |
| Lanús            | 76 - 79 | Ferro (BA)      | Antonio Rotili            | 7 de noviembre | 21:00 |

| Lanús            | 81 - 86 | Gimnasia Indalo  | Antonio Rotili    | 9 de noviembre  | 21:00 |
| Ferro (BA)       | 79 - 64 | Argentino (J)    | Héctor Etchart    | 10 de noviembre | 21:00 |
| San Lorenzo (BA) | 74 - 77 | Boca Juniors     | Obras Sanitarias  | 10 de noviembre | 21:00 |
| Boca Juniors     | 89 - 83 | Argentino (J)    | Luis Conde        | 13 de noviembre | 11:00 |
| Ferro (BA)       | 92 - 94 | San Lorenzo (BA) | Héctor Etchart    | 13 de noviembre | 21:00 |
| Gimnasia Indalo  | 96 - 79 | Boca Juniors     | Socios Fundadores | 15 de noviembre | 21:30 |

| Obras Basket    | 92 - 86  | San Lorenzo (BA) | Obras Sanitarias          | 16 de noviembre | 20:00 |
| Lanús           | 73 - 76  | Quilmes          | Antonio Rotili            | 16 de noviembre | 21:00 |
| Weber Bahía     | 76 - 68  | Peñarol          | Osvaldo Casanova          | 17 de noviembre | 21:00 |
| Boca Juniors    | 89 - 75  | Quilmes          | Luis Conde                | 18 de noviembre | 20:00 |
| Obras Basket    | 65 - 72  | Ferro (BA)       | Obras Sanitarias          | 18 de noviembre | 20:00 |
| Argentino (J)   | 69 - 59  | Peñarol          | El Fortín de las Morochas | 19 de noviembre | 21:30 |
| Obras Basket    | 101 - 91 | Quilmes          | Obras Sanitarias          | 20 de noviembre | 20:00 |
| Ferro (BA)      | 65 - 79  | Boca Juniors     | Héctor Etchart            | 20 de noviembre | 21:00 |
| Gimnasia Indalo | 85 - 77  | San Lorenzo (BA) | Socios Fundadores         | 20 de noviembre | 21:30 |

| Weber Bahía      | 63 - 91 | Obras Basket | Osvaldo Casanova          | 23 de noviembre | 21:00 |
| Boca Juniors     | 93 - 89 | Lanús        | Luis Conde                | 24 de noviembre | 20:00 |
| Peñarol          | 88 - 74 | Ferro (BA)   | Islas Malvinas            | 25 de noviembre | 21:00 |
| Quilmes          | 77 - 74 | Obras Basket | Once Unidos               | 25 de noviembre | 21:30 |
| San Lorenzo (BA) | 96 - 83 | Lanús        | Obras Sanitarias          | 27 de noviembre | 21:00 |
| Argentino (J)    | 88 - 63 | Boca Juniors | El Fortín de las Morochas | 27 de noviembre | 21:00 |
| Quilmes          | 89 - 83 | Ferro (BA)   | Once Unidos               | 27 de noviembre | 21:30 |
| Gimnasia Indalo  | 95 - 64 | Weber Bahía  | Socios Fundadores         | 27 de noviembre | 21:30 |
| Peñarol          | 74 - 82 | Obras Basket | Islas Malvinas            | 27 de noviembre | 22:00 |

## Torneo Súper 4
Del mismo participaron los dos mejores de cada conferencia y se disputó entre 21 y 23 de diciembre en el Estadio Obras Sanitarias con formato de eliminatorias directas. El campeón del torneo fue Gimnasia Indalo que obtuvo así el pase a la Liga Sudamericana de Clubes del año siguiente, siempre que no se clasifique a la Liga de las Américas.
|  | Semifinales       | Semifinales  |    |  | Final       | Final |  |
|  |                   |              |    |  |             |       |  |
|  |                   |              |    |  |             |       |  |
|  | GECR Indalo       | 70           |    |  |             |       |  |
|  | Ciclista Olímpico | 65           |    |  |             |       |  |
|  |                   |              |    |  |             |       |  |
|  |                   |              |    |  |             |       |  |
|  |                   |              |    |  | GECR Indalo | 66    |  |
|  |                   | Obras Basket | 58 |  |             |       |  |
|  |                   |              |    |  |             |       |  |
|  |                   |              |    |  |             |       |  |
|  |                   |              |    |  |             |       |  |
|  |                   |              |    |  |             |       |  |
|  | Libertad          | 73           |    |  |             |       |  |
|  | Obras Basket      | 89           |    |  |             |       |  |

Semifinales
| 21 de diciembre, 22:00 | Gimnasia Indalo                                                  | 70–65                | Ciclista Olímpico                                     | Ciudad de Buenos Aires                                                                              |  |
|                        | Parciales: 23-14, 10-23, 24-10, 13-18                            |                      |                                                       | |  |
|                        | Estadísticas S. Clancy y L. Mainoldi 17 S. Clancy 16 C. Sandes 6 | Reporte Pts Reb Asts | Estadísticas 20 L. McCullogh 6 D. Phillip 6 M. Stanic | Pabellón: Estadio Obras Sanitarias Árbitros: * Alejandro Chiti * Fernando Sampietro * Fabricio Vito |  |

| 22 de diciembre, 21:00 | Libertad                                               | 73–89                | Obras Basket                                              | Ciudad de Buenos Aires                                                                         |  |
|                        | Parciales: 24-12, 19-21, 16-31, 14-25                  |                      |                                                           |                                                                                                |  |
|                        | Estadísticas A. Alloatti 14 L. Roberts 11 L. Roberts 4 | Reporte Pts Reb Asts | Estadísticas 16 T. Zanzottera 20 D. Horner 6 B. Fitipaldo | Pabellón: Estadio Obras Sanitarias Árbitros: * Pablo Estévez * Daniel Rodrigo * Juan Fernández |  |

Final
| 23 de diciembre, 22:00 | Gimnasia Indalo                                                           | 66–58                | Obras Basket                                      | Ciudad de Buenos Aires                                                                          |  |
|                        | Parciales: 12-21, 8-10, 26-14, 20-13                                      |                      |                                                   |                                                                                                 |  |
|                        | Estadísticas N. De Los Santos y S. Clancy 16 S. Clancy 19 C. Schattmann 3 | Reporte Pts Reb Asts | Estadísticas 12 L. Wade 8 M. Delía 6 B. Fitipaldo | Pabellón: Estadio Obras Sanitarias Árbitros: * Pablo Estévez * Alejandro Chiti * Daniel Rodrigo |  |

## Segunda fase
| Conferencia norte | Conferencia norte     | Conferencia norte | Conferencia norte | Conferencia norte | Conferencia norte | Conferencia norte | Conferencia norte |
| Equipo            | Equipo                | A                 | PJ                | PG                | PP                | Pts               |                   |
| ----------------- | --------------------- | ----------------- | ----------------- | ----------------- | ----------------- | ----------------- | ----------------- |
| 1.º               | Ciclista Olímpico     | 13-5              | 38                | 23                | 15                | 92                |                   |
| 2.º               | La Unión de Formosa 1 | 7-11              | 38                | 24                | 14                | 87                |                   |
| 3.º               | Quimsa 1              | 10-8              | 38                | 21                | 17                | 87                |                   |
| 4.º               | Libertad 1            | 13-5              | 38                | 18                | 20                | 87                |                   |
| 5.º               | San Martín (C)        | 8-10              | 38                | 20                | 18                | 84                |                   |
| 6.º               | Regatas Corrientes 2  | 11-7              | 38                | 16                | 22                | 83                |                   |
| 7.º               | Estudiantes (C) 2     | 9-9               | 38                | 18                | 20                | 83                |                   |
| 8.º               | Atenas                | 3-15              | 38                | 23                | 15                | 82                |                   |
| 9.º               | Instituto             | 7-11              | 38                | 16                | 22                | 79                |                   |
| 10.º              | Sionista              | 9-9               | 38                | 11                | 27                | 76                |                   |

| Conferencia sur | Conferencia sur        | Conferencia sur | Conferencia sur | Conferencia sur | Conferencia sur | Conferencia sur | Conferencia sur |
| Equipo          | Equipo                 | A               | PJ              | PG              | PP              | Pts             |                 |
| --------------- | ---------------------- | --------------- | --------------- | --------------- | --------------- | --------------- | --------------- |
| 1.º             | Gimnasia Indalo        | 14-4            | 38              | 19              | 19              | 89              |                 |
| 2.º             | Peñarol                | 11-7            | 38              | 21              | 17              | 88              |                 |
| 3.º             | Weber Bahía Basket     | 10-8            | 38              | 21              | 17              | 87              |                 |
| 4.º             | San Lorenzo (BA)       | 12-6            | 38              | 18              | 20              | 86              |                 |
| 5.º             | Obras Basket           | 12-6            | 38              | 16              | 22              | 84              |                 |
| 6.º             | Argentino (Junín) 3    | 6-12            | 38              | 20              | 18              | 82              |                 |
| 7.º             | Ferro (Buenos Aires) 3 | 8-10            | 38              | 18              | 20              | 82              |                 |
| 8.º             | Quilmes 4              | 4-14            | 38              | 21              | 17              | 81              |                 |
| 9.º             | Boca Juniors 4         | 9-9             | 38              | 16              | 22              | 81              |                 |
| 10.º            | Lanús                  | 4-14            | 38              | 20              | 18              | 80              |                 |

|  |                                            |
|  | Clasificados a semifinales de conferencia. |
|  | Clasificados a la serie reclasificatoria.  |
|  | Disputa serie por la permanencia.          |

1: El triple empate entre La Unión de Formosa, Quimsa y Libertad se resuelve mediante la confección de una tabla entre los implicados y los enfrentamientos entre ellos. La Unión ganó los dos partidos ante Quimsa y Libertad, y se ubica primero. Quimsa supera a Libertad en diferencia de tantos entre ambos en la suma de partidos jugados en esta fase, y se ubica segundo.
2: El empate entre Regatas Corrientes y Estudiantes Concordia favorece al primero mencionado ya que éste ganó los enfrentamientos entre ambos en esta fase. Los resultados fueron 85 a 82 en Corrientes y 77 a 81 en Concordia.
3: El desempate entre Argentino de Junín y Ferro Carril Oeste de Buenos Aires favorece al primero mencionado ya que éste ganó los enfrentamientos entre ambos en esta fase. Los resultados fueron 73 a 87 en Buenos Aires y 85 a 80 en Junín.
4: El desempate entre Quilmes y Boca Juniors favorece al primero mencionado ya que éste sumó más puntos en los enfrentamientos. Los resultados fueron 80 a 77 en Buenos Aires y 89 a 85 en Mar del Plata. La suma da 166 a 165 en favor de Quilmes.
| San Lorenzo (BA) | 79 - 64 | Quimsa | Obras Sanitarias | 22 de septiembre | 21:00 |

| San Lorenzo (BA) | 93 - 67 | Quilmes             | Obras Sanitarias       | 1 de diciembre | 21:00 |
| Libertad         | 87 - 88 | La Unión de Formosa | El Hogar de los Tigres | 1 de diciembre | 21:30 |
| Instituto        | 80 - 87 | Ciclista Olímpico   | Ángel Sandrín          | 1 de diciembre | 22:00 |
| Gimnasia Indalo  | 82 - 77 | Ferro (BA)          | Socios Fundadores      | 2 de diciembre | 21:30 |
| Sionista         | 79 - 97 | La Unión de Formosa | Moisés Flesler         | 3 de diciembre | 21:00 |
| Atenas           | 77 - 82 | Ciclista Olímpico   | Carlos Cerutti         | 3 de diciembre | 21:30 |
| Instituto        | 57 - 66 | Quilmes             | Ángel Sandrín          | 3 de diciembre | 22:00 |
| Libertad         | 82 - 88 | Lanús               | El Hogar de los Tigres | 3 de diciembre | 22:20 |
| Obras Basket     | 87 - 77 | Argentino (J)       | Obras Sanitarias       | 4 de diciembre | 21:00 |
| Weber Bahía      | 76 - 82 | Regatas Corrientes  | Osvaldo Casanova       | 4 de diciembre | 21:00 |
| Atenas           | 78 - 75 | Quilmes             | Carlos Cerutti         | 5 de diciembre | 20:00 |
| Sionista         | 88 - 81 | Lanús               | Moisés Flesler         | 5 de diciembre | 21:00 |
| Estudiantes (C)  | 76 - 72 | La Unión de Formosa | El Gigante Verde       | 5 de diciembre | 21:30 |
| Obras Basket     | 92 - 87 | San Lorenzo (BA)    | Obras Sanitarias       | 6 de diciembre | 11:00 |
| Ferro (BA)       | 73 - 87 | Argentino (J)       | Héctor Etchart         | 6 de diciembre | 20:00 |
| Peñarol          | 67 - 63 | Weber Bahía         | Islas Malvinas         | 6 de diciembre | 21:30 |
| Gimnasia Indalo  | 72 - 80 | Regatas Corrientes  | Socios Fundadores      | 6 de diciembre | 21:30 |
| Quimsa           | 81 - 83 | Instituto           | Estadio Ciudad         | 6 de diciembre | 22:00 |

| Estudiantes (C)     | 71 - 86 | Lanús            | El Gigante Verde          | 7 de diciembre  | 21:30 |
| Ferro (BA)          | 82 - 60 | Libertad         | Héctor Etchart            | 8 de diciembre  | 21:00 |
| Quilmes             | 86 - 72 | Weber Bahía      | Once Unidos               | 8 de diciembre  | 21:30 |
| Ciclista Olímpico   | 66 - 55 | Instituto        | Vicente Rosales           | 8 de diciembre  | 22:00 |
| Peñarol             | 93 - 78 | San Lorenzo (BA) | Islas Malvinas            | 9 de diciembre  | 21:00 |
| Argentino (J)       | 74 - 69 | Atenas           | El Fortín de las Morochas | 9 de diciembre  | 21:30 |
| Lanús               | 81 - 64 | Libertad         | Antonio Rotili            | 10 de diciembre | 21:00 |
| Weber Bahía         | 63 - 86 | Atenas           | Osvaldo Casanova          | 11 de diciembre | 21:00 |
| Regatas Corrientes  | 66 - 72 | Gimnasia Indalo  | José Jorge Contte         | 11 de diciembre | 21:30 |
| Quilmes             | 91 - 85 | San Lorenzo (BA) | Once Unidos               | 11 de diciembre | 21:30 |
| La Unión de Formosa | 89 - 85 | Obras Basket     | Cincuentenario            | 11 de diciembre | 22:00 |
| Lanús               | 89 - 81 | Peñarol          | Antonio Rotili            | 12 de diciembre | 20:00 |
| Boca Juniors        | 85 - 69 | Libertad         | Luis Conde                | 12 de diciembre | 20:00 |
| Quimsa              | 84 - 76 | Argentino (J)    | Estadio Ciudad            | 12 de diciembre | 22:00 |
| Ciclista Olímpico   | 82 - 75 | Ferro (BA)       | Vicente Rosales           | 12 de diciembre | 22:00 |
| Weber Bahía         | 85 - 76 | San Lorenzo (BA) | Osvaldo Casanova          | 13 de diciembre | 21:00 |
| San Martín (C)      | 77 - 61 | Gimnasia Indalo  | El Gigante Rojinegro      | 13 de diciembre | 21:30 |
| Regatas Corrientes  | 88 - 69 | Obras Basket     | José Jorge Contte         | 13 de diciembre | 21:30 |
| La Unión de Formosa | 93 - 57 | Sionista         | Cincuentenario            | 13 de diciembre | 21:30 |

| Boca Juniors        | 96 - 79  | Peñarol         | Luis Conde             | 14 de diciembre | 20:00 |
| Atenas              | 84 - 66  | Estudiantes (C) | Carlos Cerutti         | 14 de diciembre | 21:30 |
| Ciclista Olímpico   | 82 - 73  | Argentino (J)   | Vicente Rosales        | 14 de diciembre | 22:00 |
| Quimsa              | 101 - 61 | Ferro (BA)      | Estadio Ciudad         | 14 de diciembre | 22:00 |
| San Martín (C)      | 91 - 78  | Obras Basket    | El Gigante Rojinegro   | 15 de diciembre | 21:30 |
| Regatas Corrientes  | 86 - 82  | Sionista        | José Jorge Contte      | 15 de diciembre | 21:30 |
| La Unión de Formosa | 75 - 70  | Gimnasia Indalo | Cincuentenario         | 15 de diciembre | 22:00 |
| San Lorenzo (BA)    | 100 - 75 | Peñarol         | Obras Sanitarias       | 16 de diciembre | 21:00 |
| Libertad            | 83 - 67  | Argentino (J)   | El Hogar de los Tigres | 16 de diciembre | 21:30 |
| Instituto           | 90 - 65  | Estudiantes (C) | Ángel Sandrín          | 16 de diciembre | 22:00 |
| Ciclista Olímpico   | 73 - 54  | Boca Juniors    | Vicente Rosales        | 17 de diciembre | 21:00 |
| San Martín (C)      | 91 - 74  | Sionista        | El Gigante Rojinegro   | 17 de diciembre | 21:30 |
| Lanús               | 93 - 83  | Ferro (BA)      | Antonio Rotili         | 18 de diciembre | 21:00 |
| Libertad            | 95 - 70  | Estudiantes (C) | El Hogar de los Tigres | 18 de diciembre | 21:00 |
| Gimnasia Indalo     | 81 - 86  | Weber Bahía     | Socios Fundadores      | 18 de diciembre | 21:30 |
| Instituto           | 82 - 64  | Atenas          | Ángel Sandrín          | 18 de diciembre | 22:00 |
| Quimsa              | 91 - 77  | Boca Juniors    | Estadio Ciudad         | 19 de diciembre | 22:00 |
| La Unión de Formosa | 84 - 93  | San Martín (C)  | Cincuentenario         | 20 de diciembre | 21:30 |

| 21/12 al 3/01, semanas de descanso |
| ---------------------------------- |

| Atenas              | 59 - 52  | Quimsa          | Carlos Cerutti            | 4 de enero  | 21:30 |
| Instituto           | 59 - 58  | Quimsa          | Ángel Sandrín             | 6 de enero  | 21:00 |
| San Lorenzo (BA)    | 70 - 74  | Ferro (BA)      | Obras Sanitarias          | 6 de enero  | 21:00 |
| Argentino (J)       | 86 - 79  | Quilmes         | El Fortín de las Morochas | 6 de enero  | 21:30 |
| Atenas              | 69 - 67  | Sionista        | Carlos Cerutti            | 6 de enero  | 21:30 |
| La Unión de Formosa | 91 - 76  | Libertad        | Cincuentenario            | 6 de enero  | 22:00 |
| Boca Juniors        | 99 - 101 | Obras Basket    | Luis Conde                | 7 de enero  | 20:00 |
| San Martín (C)      | 96 - 88  | Libertad        | El Gigante Rojinegro      | 8 de enero  | 21:00 |
| Weber Bahía         | 81 - 76  | Quilmes         | Osvaldo Casanova          | 8 de enero  | 21:30 |
| Instituto           | 79 - 68  | Sionista        | Ángel Sandrín             | 8 de enero  | 22:00 |
| Ciclista Olímpico   | 85 - 68  | Atenas          | Vicente Rosales           | 9 de enero  | 21:00 |
| Argentino (J)       | 85 - 80  | Ferro (BA)      | El Fortín de las Morochas | 9 de enero  | 21:30 |
| Estudiantes (C)     | 82 - 70  | Gimnasia Indalo | El Gigante Verde          | 9 de enero  | 21:30 |
| La Unión de Formosa | 84 - 67  | Lanús           | Cincuentenario            | 9 de enero  | 22:00 |
| Regatas Corrientes  | 89 - 101 | Libertad        | José Jorge Contte         | 10 de enero | 21:30 |

| Sionista           | 80 - 74 | Gimnasia Indalo     | Moisés Flesler         | 11 de enero | 21:00 |
| Estudiantes (C)    | 80 - 76 | San Lorenzo (BA)    | El Gigante Verde       | 11 de enero | 21:30 |
| San Martín (C)     | 92 - 87 | Lanús               | El Gigante Rojinegro   | 11 de enero | 21:30 |
| Quimsa             | 69 - 66 | Atenas              | Ciudad                 | 11 de enero | 22:00 |
| Boca Juniors       | 85 - 88 | Ciclista Olímpico   | Luis Conde             | 12 de enero | 20:00 |
| Ferro (BA)         | 85 - 73 | Weber Bahía         | Héctor Etchart         | 12 de enero | 20:00 |
| Peñarol            | 89 - 66 | Instituto           | Islas Malvinas         | 12 de enero | 21:00 |
| Sionista           | 72 - 75 | San Lorenzo (BA)    | Moisés Flesler         | 13 de enero | 21:00 |
| Regatas Corrientes | 81 - 84 | Lanús               | José Jorge Contte      | 13 de enero | 21:30 |
| Libertad           | 87 - 82 | Gimnasia Indalo     | El Hogar de los Tigres | 13 de enero | 22:00 |
| Boca Juniors       | 96 - 77 | Weber Bahía         | Luis Conde             | 14 de enero | 20:00 |
| Peñarol            | 90 - 98 | La Unión de Formosa | Islas Malvinas         | 14 de enero | 21:00 |
| Obras Basket       | 89 - 78 | Ciclista Olímpico   | Obras Sanitarias       | 14 de enero | 21:00 |
| Quilmes            | 76 - 67 | Instituto           | Once Unidos            | 14 de enero | 21:30 |
| Libertad           | 79 - 91 | San Lorenzo (BA)    | El Hogar de los Tigres | 15 de enero | 21:00 |
| Peñarol            | 95 - 74 | Argentino (J)       | Islas Malvinas         | 16 de enero | 20:00 |
| Quilmes            | 80 - 84 | La Unión de Formosa | Once Unidos            | 16 de enero | 20:00 |
| Obras Basket       | 91 - 86 | Quimsa              | Obras Sanitarias       | 16 de enero | 21:00 |
| Lanús              | 77 - 74 | Weber Bahía         | Antonio Rotili         | 16 de enero | 21:00 |
| Gimnasia Indalo    | 92 - 67 | Ciclista Olímpico   | Socios Fundadores      | 16 de enero | 21:30 |
| Instituto          | 59 - 68 | Boca Juniors        | Ángel Sandrín          | 17 de enero | 22:00 |

| Lanús               | 83 - 80 | Quimsa             | Antonio Rotili            | 18 de enero | 21:00 |
| San Lorenzo (BA)    | 82 - 80 | San Martín (C)     | Obras Sanitarias          | 18 de enero | 21:00 |
| Quilmes             | 95 - 79 | Argentino (J)      | Once Unidos               | 18 de enero | 21:30 |
| Atenas              | 84 - 61 | Boca Juniors       | Carlos Cerutti            | 19 de enero | 21:30 |
| Estudiantes (C)     | 85 - 81 | Peñarol            | El Gigante Verde          | 19 de enero | 21:30 |
| Ferro (BA)          | 81 - 79 | San Martín (C)     | Héctor Etchart            | 20 de enero | 20:00 |
| Weber Bahía         | 69 - 68 | Argentino (J)      | Osvaldo Casanova          | 20 de enero | 21:00 |
| San Lorenzo (BA)    | 77 - 75 | Regatas Corrientes | Obras Sanitarias          | 20 de enero | 22:00 |
| Sionista            | 73 - 82 | Peñarol            | Moisés Flesler            | 21 de enero | 21:00 |
| Atenas              | 77 - 59 | Instituto          | Carlos Cerutti            | 21 de enero | 22:00 |
| Boca Juniors        | 70 - 61 | Estudiantes (C)    | Luis Conde                | 22 de enero | 20:00 |
| Obras Basket        | 85 - 73 | Regatas Corrientes | Obras Sanitarias          | 22 de enero | 21:00 |
| Lanús               | 63 - 91 | Quilmes            | Antonio Rotili            | 22 de enero | 21:00 |
| Gimnasia Indalo     | 98 - 78 | San Martín (C)     | Socios Fundadores         | 22 de enero | 21:30 |
| Libertad            | 87 - 68 | Peñarol            | El Hogar de los Tigres    | 23 de enero | 21:30 |
| Boca Juniors        | 80 - 77 | Quilmes            | Luis Conde                | 24 de enero | 20:00 |
| Obras Basket        | 83 - 85 | Estudiantes (C)    | Obras Sanitarias          | 24 de enero | 20:00 |
| Argentino (J)       | 92 - 89 | Regatas Corrientes | EL Fortín de las Morochas | 24 de enero | 21:30 |
| La Unión de Formosa | 90 - 80 | San Lorenzo (BA)   | Cincuentenario            | 24 de enero | 22:00 |

| San Martín (C)      | 88 - 86  | San Lorenzo (BA)    | El Gigante Rojinegro   | 26 de enero | 21:30 |
| Ciclista Olímpico   | 101 - 81 | Lanús               | Vicente Rosales        | 26 de enero | 22:00 |
| La Unión de Formosa | 70 - 72  | Ferro (BA)          | Cincuentenario         | 26 de enero | 22:00 |
| Weber Bahía         | 84 - 72  | Boca Juniors        | Osvaldo Casanova       | 27 de enero | 21:00 |
| Libertad            | 86 - 60  | Obras Basket        | El Hogar de los Tigres | 27 de enero | 21:30 |
| Peñarol             | 83 - 77  | Atenas              | Islas Malvinas         | 27 de enero | 22:00 |
| San Martín (C)      | 97 - 93  | Ferro (BA)          | El Gigante Rojinegro   | 28 de enero | 21:30 |
| Quimsa              | 80 - 68  | Lanús               | Ciudad                 | 28 de enero | 22:00 |
| Regatas Corrientes  | 73 - 102 | San Lorenzo (BA)    | José Jorge Contte      | 28 de enero | 22:00 |
| Quilmes             | 73 - 80  | Atenas              | Once Unidos            | 29 de enero | 21:00 |
| Sionista            | 77 - 74  | Obras Basket        | Moisés Flesler         | 29 de enero | 21:00 |
| Peñarol             | 91 - 86  | Boca Juniors        | Islas Malvinas         | 29 de enero | 21:30 |
| Libertad            | 85 - 81  | Ciclista Olímpico   | El Hogar de los Tigres | 29 de enero | 21:30 |
| Regatas Corrientes  | 76 - 83  | Ferro (BA)          | José Jorge Contte      | 30 de enero | 21:30 |
| Instituto           | 69 - 63  | Weber Bahía         | Ángel Sandrín          | 30 de enero | 22:00 |
| Quilmes             | 89 - 85  | Boca Juniors        | Once Unidos            | 31 de enero | 20:00 |
| San Lorenzo (BA)    | 78 - 83  | La Unión de Formosa | Obras Sanitarias       | 31 de enero | 21:00 |
| Sionista            | 94 - 84  | Ciclista Olímpico   | Moisés Flesler         | 31 de enero | 21:00 |
| Estudiantes (C)     | 76 - 65  | Obras Basket        | El Gigante Verde       | 31 de enero | 21:30 |

| Atenas              | 76 - 66 | Weber Bahía         | Carlos Cerutti       | 1 de febrero | 21:30 |
| Instituto           | 79 - 70 | Libertad            | Ángel Sandrín        | 1 de febrero | 22:00 |
| Ferro (BA)          | 79 - 83 | La Unión de Formosa | Héctor Etchart       | 2 de febrero | 21:00 |
| Estudiantes (C)     | 86 - 80 | Ciclista Olímpico   | El Gigante Verde     | 2 de febrero | 21:30 |
| Quimsa              | 78 - 69 | Weber Bahía         | Ciudad               | 3 de febrero | 21:00 |
| Regatas Corrientes  | 83 - 84 | Argentino (J)       | José Jorge Contte    | 3 de febrero | 21:30 |
| Atenas              | 93 - 80 | Libertad            | Carlos Cerutti       | 3 de febrero | 21:30 |
| San Lorenzo (BA)    | 84 - 65 | Sionista            | Héctor Etchart       | 4 de febrero | 21:00 |
| Lanús               | 82 - 65 | La Unión de Formosa | Antonio Rotili       | 4 de febrero | 21:00 |
| Instituto           | 52 - 50 | Gimnasia Indalo     | Ángel Sandrín        | 4 de febrero | 22:00 |
| Ciclista Olímpico   | 83 - 64 | Weber Bahía         | Vicente Rosales      | 5 de febrero | 21:00 |
| San Martín (C)      | 72 - 81 | Argentino (J)       | El Gigante Rojinegro | 5 de febrero | 21:30 |
| Peñarol             | 81 - 86 | Estudiantes (C)     | Islas Malvinas       | 5 de febrero | 21:30 |
| Boca Juniors        | 78 - 80 | Sionista            | Luis Conde           | 6 de febrero | 21:00 |
| Obras Basket        | 98 - 81 | Lanús               | Obras Sanitarias     | 6 de febrero | 21:00 |
| Ferro (BA)          | 78 - 75 | Regatas Corrientes  | Héctor Etchart       | 6 de febrero | 21:00 |
| Quilmes             | 90 - 65 | Estudiantes (C)     | Once Unidos          | 7 de febrero | 20:00 |
| La Unión de Formosa | 71 - 86 | Argentino (J)       | Cincuentenario       | 7 de febrero | 21:30 |
| Atenas              | 81 - 69 | Gimnasia Indalo     | Carlos Cerutti       | 7 de febrero | 21:30 |
| Quimsa              | 84 - 77 | San Lorenzo (BA)    | Ciudad               | 7 de febrero | 22:00 |

| Boca Juniors       | 72 - 80 | Regatas Corrientes  | Luis Conde             | 8 de febrero  | 20:00 |
| Ferro (BA)         | 74 - 69 | Sionista            | Héctor Etchart         | 8 de febrero  | 21:00 |
| Instituto          | 79 - 72 | Peñarol             | Ángel Sandrín          | 8 de febrero  | 22:00 |
| Weber Bahía        | 70 - 68 | Estudiantes (C)     | Osvaldo Casanova       | 9 de febrero  | 21:00 |
| Libertad           | 85 - 67 | San Martín (C)      | El Hogar de los Tigres | 9 de febrero  | 21:30 |
| Ciclista Olímpico  | 62 - 76 | San Lorenzo (BA)    | Vicente Rosales        | 9 de febrero  | 22:00 |
| Lanús              | 76 - 80 | Regatas Corrientes  | Antonio Rotili         | 10 de febrero | 21:00 |
| Atenas             | 78 - 84 | Peñarol             | Carlos Cerutti         | 10 de febrero | 21:30 |
| Quimsa             | 91 - 72 | Obras Basket        | Ciudad                 | 10 de febrero | 22:00 |
| Sionista           | 76 - 84 | San Martín (C)      | Moisés Flesler         | 11 de febrero | 21:30 |
| Boca Juniors       | 89 - 69 | Instituto           | Luis Conde             | 12 de febrero | 21:00 |
| Libertad           | 95 - 77 | Ferro (BA)          | EL Hogar de los Tigres | 12 de febrero | 21:30 |
| Ciclista Olímpico  | 81 - 65 | Obras Basket        | Vicente Rosales        | 12 de febrero | 22:00 |
| Estudiantes (C)    | 69 - 73 | San Martín (C)      | El Gigante Verde       | 13 de febrero | 20:00 |
| Quimsa             | 83 - 81 | Quilmes             | Ciudad                 | 13 de febrero | 22:00 |
| Lanús              | 88 - 86 | Instituto           | Antonio Rotili         | 14 de febrero | 20:00 |
| Sionista           | 78 - 77 | Ferro (BA)          | Moisés Flesler         | 14 de febrero | 21:30 |
| Gimnasia Indalo    | 73 - 69 | Atenas              | Socios Fundadores      | 14 de febrero | 21:30 |
| Regatas Corrientes | 81 - 63 | La Unión de Formosa | José Jorge Contte      | 14 de febrero | 21:30 |

| Ciclista Olímpico   | 76 - 56 | Quilmes             | Vicente Rosales           | 15 de febrero | 22:00 |
| Obras Basket        | 92 - 73 | Atenas              | Obras Sanitarias          | 16 de febrero | 21:00 |
| Estudiantes (C)     | 78 - 84 | Ferro (BA)          | El Gigante Verde          | 16 de febrero | 21:30 |
| Gimnasia Indalo     | 91 - 85 | Instituto           | Socios Fundadores         | 16 de febrero | 21:30 |
| San Martín (C)      | 85 - 74 | La Unión de Formosa | El Gigante Rojinegro      | 16 de febrero | 21:30 |
| Argentino (J)       | 68 - 71 | San Lorenzo (BA)    | El Fortín de las Morochas | 16 de febrero | 21:30 |
| Weber Bahía         | 79 - 75 | Libertad            | Osvaldo Casanova          | 17 de febrero | 21:00 |
| Regatas Corrientes  | 99 - 89 | Boca Juniors        | José Jorge Contte         | 17 de febrero | 21:30 |
| San Martín (C)      | 80 - 79 | Boca Juniors        | El Gigante Rojinegro      | 19 de febrero | 21:00 |
| Argentino (J)       | 73 - 83 | Libertad            | El Fortín de las Morochas | 19 de febrero | 21:30 |
| Gimnasia Indalo     | 86 - 71 | Lanús               | Socios Fundadores         | 19 de febrero | 21:30 |
| Ferro (BA)          | 80 - 70 | Ciclista Olímpico   | Héctor Etchart            | 20 de febrero | 21:00 |
| La Unión de Formosa | 70 - 61 | Boca Juniors        | Cincuentenario            | 21 de febrero | 21:30 |
| Estudiantes (C)     | 67 - 57 | Sionista            | El Gigante Verde          | 21 de febrero | 21:30 |

| San Lorenzo (BA) | 72 - 80  | Ciclista Olímpico   | Héctor Etchart       | 22 de febrero | 20:00 |
| Atenas           | 78 - 74  | Argentino (J)       | Carlos Cerutti       | 22 de febrero | 21:30 |
| Quilmes          | 94 - 68  | Lanús               | Once Unidos          | 22 de febrero | 21:30 |
| San Martín (C)   | 74 - 69  | Regatas Corrientes  | El Gigante Rojinegro | 22 de febrero | 21:30 |
| Ferro (BA)       | 86 - 76  | Obras Basket        | Héctor Etchart       | 23 de febrero | 21:00 |
| Atenas           | 78 - 71  | La Unión de Formosa | Carlos Cerutti       | 24 de febrero | 21:00 |
| Peñarol          | 100 - 87 | Lanús               | Islas Malvinas       | 24 de febrero | 21:00 |
| Instituto        | 80 - 69  | Argentino (J)       | Ángel Sandrín        | 24 de febrero | 22:00 |
| Boca Juniors     | 97 - 92  | Gimnasia Indalo     | Luis Conde           | 25 de febrero | 20:00 |
| Obras Basket     | 97 - 76  | San Martín (C)      | Obras Sanitarias     | 25 de febrero | 21:00 |
| Quilmes          | 101 - 89 | Libertad            | Once Unidos          | 25 de febrero | 21:30 |
| San Lorenzo (BA) | 77 - 69  | Weber Bahía         | Héctor Etchart       | 26 de febrero | 21:00 |
| Atenas           | 74 - 73  | Regatas Corrientes  | Carlos Cerutti       | 26 de febrero | 21:30 |
| Instituto        | 79 - 87  | La Unión de Formosa | Ángel Sandrín        | 26 de febrero | 22:00 |
| Peñarol          | 101 - 88 | Libertad            | Islas Malvinas       | 27 de febrero | 20:00 |
| Quilmes          | 96 - 82  | Quimsa              | Once Unidos          | 27 de febrero | 20:00 |
| Ferro (BA)       | 70 - 85  | Gimnasia Indalo     | Héctor Etchart       | 27 de febrero | 21:00 |
| Boca Juniors     | 83 - 88  | San Martín (C)      | Luis Conde           | 27 de febrero | 21:00 |
| Obras Basket     | 74 - 80  | Weber Bahía         | Obras Sanitarias     | 28 de febrero | 21:00 |
| Instituto        | 89 - 81  | Regatas Corrientes  | Ángel Sandrín        | 28 de febrero | 21:00 |
| Sionista         | 72 - 64  | Estudiantes (C)     | Moisés Flesler       | 28 de febrero | 21:30 |

| Boca Juniors        | 71 - 64  | Atenas             | Luis Conde                | 29 de febrero | 20:00 |
| Peñarol             | 89 - 95  | Quimsa             | Islas Malvinas            | 29 de febrero | 21:00 |
| San Lorenzo (BA)    | 85 - 78  | Gimnasia Indalo    | Héctor Etchart            | 29 de febrero | 21:00 |
| Lanús               | 91 - 85  | San Martín (C)     | Antonio Rotili            | 29 de febrero | 21:00 |
| Argentino (J)       | 85 - 78  | Weber Bahía        | El Fortín de las Morochas | 1 de marzo    | 21:30 |
| Libertad            | 89 - 80  | Regatas Corrientes | El Hogar de los Tigres    | 1 de marzo    | 21:30 |
| Ciclista Olímpico   | 84 - 73  | Estudiantes (C)    | Vicente Rosales           | 1 de marzo    | 22:00 |
| La Unión de Formosa | 88 - 65  | Quilmes            | Cincuentenario            | 2 de marzo    | 21:00 |
| Lanús               | 86 - 76  | Atenas             | Antonio Rotili            | 2 de marzo    | 21:00 |
| Obras Basket        | 82 - 79  | Instituto          | Obras Sanitarias          | 3 de marzo    | 21:00 |
| Ferro (BA)          | 78 - 90  | Peñarol            | Héctor Etchart            | 3 de marzo    | 21:00 |
| Quimsa              | 72 - 75  | Estudiantes (C)    | Ciudad                    | 3 de marzo    | 22:00 |
| Ciclista Olímpico   | 95 - 45  | Sionista           | Vicente Rosales           | 3 de marzo    | 22:00 |
| Gimnasia Indalo     | 107 - 80 | San Lorenzo (BA)   | Socios Fundadores         | 4 de marzo    | 21:00 |
| San Martín (C)      | 88 - 92  | Quilmes            | El Gigante Rojinegro      | 4 de marzo    | 21:30 |
| Ferro (BA)          | 65 - 71  | Instituto          | Héctor Etchart            | 5 de marzo    | 20:00 |
| Quimsa              | 86 - 76  | Sionista           | Ciudad                    | 5 de marzo    | 21:00 |
| Obras Basket        | 90 - 100 | Peñarol            | Obras Sanitarias          | 5 de marzo    | 21:00 |
| Argentino (J)       | 93 - 83  | Lanús              | El Fortín de las Morochas | 5 de marzo    | 21:30 |
| Estudiantes (C)     | 84 - 46  | Boca Juniors       | El Gigante Verde          | 6 de marzo    | 21:30 |
| Regatas Corrientes  | 63 - 70  | Quilmes            | José Jorge Contte         | 6 de marzo    | 21:30 |

| San Lorenzo (BA)    | 87 - 93   | Instituto         | Héctor Etchart         | 7 de marzo  | 21:00 |
| Weber Bahía         | 76 - 72   | Lanús             | Osvaldo Casanova       | 7 de marzo  | 21:00 |
| Gimnasia Indalo     | 101 - 84  | Peñarol           | Socios Fundadores      | 7 de marzo  | 21:30 |
| Quimsa              | 78 - 71   | San Martín (C)    | Ciudad                 | 7 de marzo  | 22:00 |
| Sionista            | 76 - 81   | Boca Juniors      | Moisés Flesler         | 8 de marzo  | 21:30 |
| Weber Bahía         | 79 - 65   | Obras Basket      | Osvaldo Casanova       | 9 de marzo  | 21:00 |
| La Unión de Formosa | 74 - 58   | Estudiantes (C)   | Cincuentenario         | 9 de marzo  | 22:00 |
| Ciclista Olímpico   | 105 - 82  | San Martín (C)    | Vicente Rosales        | 9 de marzo  | 22:00 |
| Libertad            | 100 - 83  | Boca Juniors      | El Hogar de los Tigres | 10 de marzo | 21:30 |
| Atenas              | 96 - 85   | Ferro (BA)        | Carlos Cerutti         | 10 de marzo | 21:30 |
| Quilmes             | 82 - 72   | Sionista          | Once Unidos            | 11 de marzo | 21:00 |
| Regatas Corrientes  | 85 - 82   | Estudiantes (C)   | José Jorge Contte      | 11 de marzo | 21:30 |
| Peñarol             | 113 - 83  | Obras Basket      | Islas Malvinas         | 11 de marzo | 21:30 |
| La Unión de Formosa | 76 - 72   | Quimsa            | Cincuentenario         | 11 de marzo | 22:00 |
| San Lorenzo (BA)    | 70 - 77   | Argentino (J)     | Héctor Etchart         | 12 de marzo | 21:00 |
| Instituto           | 90 - 78   | Ferro (BA)        | Ángel Sandrín          | 12 de marzo | 21:00 |
| Weber Bahía         | 89 - 83   | Ciclista Olímpico | Osvaldo Casanova       | 13 de marzo | 20:00 |
| Peñarol             | 114 - 118 | Sionista          | Islas Malvinas         | 13 de marzo | 20:00 |
| Quilmes             | 93 - 92   | Obras Basket      | Once Unidos            | 13 de marzo | 20:00 |
| San Martín (C)      | 70 - 82   | Estudiantes (C)   | El Gigante Rojinegro   | 13 de marzo | 21:30 |
| Regatas Corrientes  | 86 - 74   | Quimsa            | José Jorge Contte      | 13 de marzo | 21:30 |
| La Unión de Formosa | 90 - 79   | Atenas            | Cincuentenario         | 13 de marzo | 21:30 |

| Lanús              | 86 - 67  | Argentino (J)       | Antonio Rotili       | 14 de marzo | 21:00 |
| Gimnasia Indalo    | 93 - 68  | Libertad            | Socios Fundadores    | 14 de marzo | 21:30 |
| Weber Bahía        | 95 - 76  | Sionista            | Osvaldo Casanova     | 15 de marzo | 21:00 |
| Peñarol            | 81 - 85  | Ciclista Olímpico   | Islas Malvinas       | 15 de marzo | 21:00 |
| Ferro (BA)         | 64 - 71  | Boca Juniors        | Héctor Etchart       | 15 de marzo | 21:00 |
| Regatas Corrientes | 59 - 69  | Atenas              | José Jorge Contte    | 15 de marzo | 21:30 |
| San Martín (C)     | 99 - 95  | Quimsa              | El Gigante Rojinegro | 15 de marzo | 21:30 |
| Gimnasia Indalo    | 68 - 70  | La Unión de Formosa | Socios Fundadores    | 16 de marzo | 21:00 |
| Obras Basket       | 91 - 101 | Libertad            | Obras Sanitarias     | 16 de marzo | 21:00 |
| San Martín (C)     | 94 - 67  | Atenas              | El Gigante Rojinegro | 17 de marzo | 21:30 |
| Quilmes            | 89 - 74  | Ciclista Olímpico   | Once Unidos          | 17 de marzo | 21:30 |
| Boca Juniors       | 90 - 88  | La Unión de Formosa | Luis Conde           | 18 de marzo | 20:00 |
| San Lorenzo (BA)   | 96 - 71  | Libertad            | Héctor Etchart       | 18 de marzo | 21:00 |
| Peñarol            | 70 - 75  | Ferro (BA)          | Islas Malvinas       | 18 de marzo | 21:30 |
| Quimsa             | 91 - 73  | Regatas Corrientes  | Ciudad               | 19 de marzo | 21:00 |
| Argentino (J)      | 82 - 83  | Gimnasia Indalo     | Héctor Etchart       | 19 de marzo | 21:30 |
| Estudiantes (C)    | 66 - 72  | Instituto           | El Gigante Verde     | 19 de marzo | 21:30 |
| Quilmes            | 84 - 96  | Ferro (BA)          | Once Unidos          | 20 de marzo | 20:00 |
| Obras Basket       | 99 - 91  | La Unión de Formosa | Obras Sanitarias     | 20 de marzo | 21:00 |

| Lanús               | 98 - 89  | Gimnasia Indalo    | Antonio Rotili            | 21 de marzo | 21:00 |
| Sionista            | 86 - 79  | Instituto          | Moisés Flesler            | 21 de marzo | 21:30 |
| Libertad            | 86 - 91  | Weber Bahía        | El Hogar de los Tigres    | 21 de marzo | 21:30 |
| Ciclista Olímpico   | 90 - 78  | Regatas Corrientes | Vicente Rosales           | 21 de marzo | 22:00 |
| Argentino (J)       | 70 - 76  | Quimsa             | El Fortín de las Morochas | 22 de marzo | 21:30 |
| San Martín (C)      | 65 - 79  | Peñarol            | El Gigante Rojinegro      | 22 de marzo | 21:30 |
| Obras Basket        | 78 - 76  | Gimnasia Indalo    | Obras Sanitarias          | 23 de marzo | 21:00 |
| Sionista            | 73 - 88  | Weber Bahía        | Moisés Flesler            | 23 de marzo | 22:00 |
| Boca Juniors        | 59 - 87  | Quimsa             | Luis Conde                | 24 de marzo | 20:00 |
| Ferro (BA)          | 80 - 78  | Quilmes            | Héctor Etchart            | 24 de marzo | 20:00 |
| Regatas Corrientes  | 73 - 75  | Peñarol            | José Jorge Contte         | 24 de marzo | 21:30 |
| Estudiantes (C)     | 94 - 67  | Weber Bahía        | El Gigante Verde          | 25 de marzo | 21:30 |
| Atenas              | 95 - 76  | San Lorenzo (BA)   | Carlos Cerutti            | 25 de marzo | 21:30 |
| Obras Basket        | 94 - 86  | Quilmes            | Obras Sanitarias          | 26 de marzo | 20:00 |
| Argentino (J)       | 72 - 83  | Sionista           | El Fortín de las Morochas | 26 de marzo | 21:30 |
| La Unión de Formosa | 88 - 74  | Peñarol            | Cincuentenario            | 26 de marzo | 22:00 |
| Ferro (BA)          | 75 - 57  | Quimsa             | Héctor Etchart            | 26 de marzo | 22:10 |
| Instituto           | 58 - 103 | San Lorenzo (BA)   | Ángel Sandrín             | 27 de marzo | 21:00 |

| Lanús               | 98 - 77  | Sionista           | Antonio Rotili            | 28 de marzo | 21:00 |
| Argentino           | 77 - 62  | San Martín (C)     | El Fortín de las Morochas | 28 de marzo | 21:30 |
| Gimnasia Indalo     | 87 - 79  | Quilmes            | Socios Fundadores         | 28 de marzo | 21:30 |
| La Unión de Formosa | 76 - 83  | Regatas Corrientes | Cincuentenario            | 29 de marzo | 22:00 |
| Weber Bahía         | 88 - 86  | San Martín (C)     | Osvaldo Casanova          | 30 de marzo | 21:00 |
| Libertad            | 82 - 87  | Atenas             | El Hogar de los Tigres    | 30 de marzo | 21:30 |
| Quimsa              | 89 - 77  | Ciclista Olímpico  | Ciudad                    | 30 de marzo | 22:00 |
| Lanús               | 80 - 85  | Obras Basket       | Antonio Rotili            | 31 de marzo | 21:00 |
| Estudiantes (C)     | 78 - 64  | Argentino (J)      | El Gigante Verde          | 31 de marzo | 21:30 |
| Libertad            | 84 - 74  | Instituto          | El Hogar de los Tigres    | 1 de abril  | 21:30 |
| Gimnasia Indalo     | 88 - 61  | Boca Juniors       | Socios Fundadores         | 1 de abril  | 21:30 |
| San Lorenzo (BA)    | 88 - 75  | Lanús              | Héctor Etchart            | 2 de abril  | 20:15 |
| Weber Bahía         | 84 - 81  | Ferro (BA)         | Osvaldo Casanova          | 2 de abril  | 20:30 |
| Estudiantes (C)     | 78 - 114 | Quimsa             | El Gigante Verde          | 2 de abril  | 21:30 |
| Peñarol             | 73 - 70  | Regatas Corrientes | Islas Malvinas            | 3 de abril  | 21:30 |

| Obras Basket        | 93 - 82   | Boca Juniors       | Obras Sanitarias          | 5 de abril  | 20:00 |
| Lanús               | 88 - 91   | Ciclista Olímpico  | Antonio Rotili            | 5 de abril  | 21:00 |
| Quilmes             | 94 - 78   | Regatas Corrientes | Once Unidos               | 5 de abril  | 21:30 |
| Gimnasia Indalo     | 87 - 70   | Estudiantes (C)    | Socios Fundadores         | 5 de abril  | 21:30 |
| La Unión de Formosa | 86 - 58   | Weber Bahía        | Cincuentenario            | 5 de abril  | 22:00 |
| Libertad            | 60 - 59   | Quimsa             | El Hogar de los Tigres    | 6 de abril  | 19:30 |
| San Lorenzo (BA)    | 77 - 81   | Estudiantes (C)    | Héctor Etchart            | 7 de abril  | 21:00 |
| Argentino (J)       | 69 - 67   | Ciclista Olímpico  | El Fortín de las Morochas | 7 de abril  | 21:00 |
| San Martín (C)      | 82 - 73   | Weber Bahía        | El Gigante Rojinegro      | 7 de abril  | 21:30 |
| Gimnasia Indalo     | 77 - 70   | Sionista           | Socios Fundadores         | 7 de abril  | 21:30 |
| Peñarol             | 102 - 96  | Quilmes            | Islas Malvinas            | 8 de abril  | 21:00 |
| Atenas              | 71 - 74   | Lanús              | Carlos Cerutti            | 8 de abril  | 21:30 |
| Obras Basket        | 73 - 69   | Sionista           | Obras Sanitarias          | 9 de abril  | 21:00 |
| Ferro (BA)          | 68 - 75   | Estudiantes (C)    | Héctor Etchart            | 9 de abril  | 21:30 |
| Argentino (J)       | 82 - 78   | Boca Juniors       | El Fortín de las Morohas  | 9 de abril  | 21:30 |
| Regatas Corrientes  | 79 - 93   | Weber Bahía        | José Jorge Contte         | 9 de abril  | 21:30 |
| Quilmes             | 112 - 109 | San Martín (C)     | Once Unidos               | 10 de abril | 20:00 |
| Instituto           | 81 - 98   | Lanús              | Ángel Sandrín             | 10 de abril | 22:00 |

| San Lorenzo (BA)  | 86 - 78 | Obras Basket        | Héctor Etchart            | 11 de abril | 21:00 |
| Ciclista Olímpico | 80 - 79 | Gimnasia Indalo     | Vicente Rosales           | 11 de abril | 22:00 |
| Peñarol           | 98 - 93 | San Martín (C)      | Islas Malvinas            | 12 de abril | 21:00 |
| Ferro (BA)        | 84 - 90 | Atenas              | Héctor Etchart            | 12 de abril | 21:00 |
| Estudiantes (C)   | 77 - 81 | Regatas Corrientes  | El Gigante Verde          | 12 de abril | 21:30 |
| Weber Bahía       | 81 - 77 | Instituto           | Osvaldo Casanova          | 13 de abril | 21:00 |
| Quimsa            | 87 - 61 | Gimnasia Indalo     | Ciudad                    | 13 de abril | 21:00 |
| Argentino (J)     | 92 - 85 | La Unión de Formosa | El Fortín de las Morochas | 13 de abril | 21:30 |
| Ciclista Olímpico | 98 - 62 | Libertad            | Vicente Rosales           | 13 de abril | 22:00 |
| San Lorenzo (BA)  | 67 - 83 | Atenas              | Héctor Etchart            | 14 de abril | 21:00 |
| Estudiantes (C)   | 89 - 84 | Quilmes             | El Gigante Verde          | 14 de abril | 21:30 |
| Sionista          | 53 - 57 | Regatas Corrientes  | Moisés Flesler            | 14 de abril | 21:30 |
| Boca Juniors      | 91 - 81 | Lanús               | Luis Conde                | 15 de abril | 21:00 |
| Weber Bahía       | 76 - 71 | La Unión de Formosa | Osvaldo Casanova          | 15 de abril | 21:00 |
| Argentino (J)     | 85 - 83 | Instituto           | El Fortín de las Morochas | 15 de abril | 22:00 |
| Quimsa            | 79 - 56 | Libertad            | Ciudad                    | 15 de abril | 22:00 |
| Ciclista Olímpico | 73 - 61 | Peñarol             | Vicente Rosales           | 15 de abril | 22:00 |
| Gimnasia Indalo   | 99 - 70 | Obras Basket        | Socios Fundadores         | 16 de abril | 21:30 |
| Sionista          | 80 - 82 | Quilmes             | Moisés Flesler            | 16 de abril | 21:30 |
| Argentino (J)     | 85 - 59 | Estudiantes (C)     | El Fortín de las Morochas | 17 de abril | 21:30 |
| Quimsa            | 92 - 97 | Peñarol             | Ciudad                    | 17 de abril | 22:00 |

| San Lorenzo (BA)    | 78 - 76  | Boca Juniors      | Héctor Etchart         | 18 de abril | 21:00 |
| Libertad            | 104 - 87 | Quilmes           | El Hogar de los Tigres | 18 de abril | 21:30 |
| Instituto           | 83 - 84  | San Martín (C)    | Ángel Sandrín          | 18 de abril | 22:00 |
| Obras Basket        | 78 - 83  | Ferro (BA)        | Obras Sanitarias       | 19 de abril | 21:00 |
| Lanús               | 90 - 62  | Estudiantes (C)   | Antonio Rotili         | 19 de abril | 21:00 |
| La Unión de Formosa | 115 - 60 | Ciclista Olímpico | Cincuentenario         | 19 de abril | 22:00 |
| Weber Bahía         | 73 - 69  | Quimsa            | Osvaldo Casanova       | 20 de abril | 21:00 |
| Atenas              | 84 - 83  | San Martín (C)    | Carlos Cerutti         | 20 de abril | 21:30 |
| Gimnasia Indalo     | 101 - 74 | Argentino (J)     | Socios Fundadores      | 20 de abril | 21:30 |
| Regatas Corrientes  | 89 - 81  | Ciclista Olímpico | José Jorge Contte      | 21 de abril | 21:30 |
| Sionista            | 81 - 59  | Libertad          | Moisés Flesler         | 21 de abril | 21:30 |
| Ferro (BA)          | 82 - 55  | San Lorenzo (BA)  | Héctor Etchart         | 21 de abril | 21:45 |
| Boca Juniors        | 78 - 74  | Argentino (J)     | Luis Conde             | 22 de abril | 21:00 |
| Gimnasia Indalo     | 82 - 68  | Quimsa            | Socios Fundadores      | 22 de abril | 21:30 |
| Weber Bahía         | 75 - 76  | Peñarol           | Osvaldo Casanova       | 23 de abril | 21:00 |
| San Martín (C)      | 99 - 71  | Ciclista Olímpico | El Gigante Rojinegro   | 23 de abril | 21:30 |
| Instituto           | 92 - 85  | Obras Basket      | Ángel Sandrín          | 23 de abril | 22:00 |
| Lanús               | 73 - 58  | Boca Juniors      | Antonio Rotili         | 24 de abril | 20:00 |
| Libertad            | 85 - 80  | Sionista          | El Hogar de los Tigres | 24 de abril | 21:00 |

| Atenas              | 72 - 66  | Obras Basket        | Carlos Cerutti            | 25 de abril | 21:30 |
| Argentino (J)       | 80 - 69  | Peñarol             | El Fortín de las Morochas | 25 de abril | 21:30 |
| Quimsa              | 68 - 72  | La Unión de Formosa | Ciudad                    | 25 de abril | 22:00 |
| Quilmes             | 76 - 51  | Gimnasia Indalo     | Islas Malvinas            | 26 de abril | 21:30 |
| Boca Juniors        | 84 - 61  | Ferro (BA)          | Luis Conde                | 27 de abril | 20:00 |
| Lanús               | 77 - 70  | San Lorenzo (BA)    | Antonio Rotili            | 27 de abril | 21:00 |
| San Martín (C)      | 95 - 67  | Instituto           | El Gigante Rojinegro      | 27 de abril | 21:30 |
| Sionista            | 72 - 87  | Argentino           | Moisés Flesler            | 27 de abril | 21:30 |
| Ciclista Olímpico   | 82 - 73  | La Unión de Formosa | Vicente Rosales           | 27 de abril | 22:00 |
| Peñarol             | 100 - 89 | Gimnasia Indalo     | Islas Malvinas            | 28 de abril | 21:00 |
| Estudiantes (C)     | 91 - 84  | Atenas              | El Gigante Verde          | 29 de abril | 21:30 |
| Regatas Corrientes  | 95 - 71  | Instituto           | José Jorge Contte         | 29 de abril | 21:30 |
| Sionista            | 71 - 75  | Quimsa              | Moisés Flesler            | 29 de abril | 22:00 |
| Boca Juniors        | 92 - 80  | San Lorenzo (BA)    | Luis Conde                | 30 de abril | 21:00 |
| Quilmes             | 81 - 78  | Peñarol             | Islas Malvinas            | 30 de abril | 21:00 |
| Ferro (BA)          | 83 - 58  | Lanús               | Héctor Etchart            | 30 de abril | 21:00 |
| Weber Bahía         | 90 - 77  | Gimnasia Indalo     | Osvaldo Casanova          | 30 de abril | 21:00 |
| Argentino (J)       | 87 - 83  | Obras Basket        | El Fortín de las Morochas | 30 de abril | 21:00 |
| Sionista            | 59 - 81  | Atenas              | Moisés Flesler            | 1 de mayo   | 21:00 |
| Regatas Corrientes  | 89 - 69  | San Martín (C)      | José Jorge Contte         | 1 de mayo   | 21:00 |
| Estudiantes (C)     | 83 - 86  | Libertad            | El Gigante Verde          | 1 de mayo   | 21:00 |
| La Unión de Formosa | 73 - 60  | Instituto           | Cincuentenario            | 1 de mayo   | 21:00 |
| Ciclista Olímpico   | 83 - 89  | Quimsa              | Vicente Rosales           | 1 de mayo   | 21:00 |

## Permanencia
Lanús - Sionista
| 10 de mayo, 21:00 | Lanús                                                                | 85–78                | Sionista                                                              | Lanús |  |  |
|                   | Parciales: 25-20, 25-9, 17-23, 18-26                                 |                      |                                                                       | |  |  |
|                   | Estadísticas Daniel Stewart 21 Samuel Hoskin 12 Juan Pablo Cantero 6 | Reporte Pts Reb Asts | Estadísticas 21 Kamel Jhonson 7 Chris Massie 3 Reynaldo García Zamora | Pabellón: Microestadio Antonio Rotili Árbitros: * Pablo Estévez * Fabricio Vito * Rodrigo Castillo Televisión: Streaming LNB Contenidos |  |  |
| Serie: 1 - 0      |                                                                      |                      |                                                                       | |  |  |
|                   |                                                                      |                      |                                                                       | |  |  |

| 12 de mayo, 21:00 | Lanús                                                            | 80–84                | Sionista                                                               | Lanús |  |  |
|                   | Parciales: 19-20, 14-23, 27-21, 20-20                            |                      |                                                                        | |  |  |
|                   | Estadísticas Rodney Green 21 Daniel Stewart 10 Cantero y Green 3 | Reporte Pts Reb Asts | Estadísticas 31 Kamel Jhonson 10 Chris Massie 4 Reynaldo García Zamora | Pabellón: Microestadio Antonio Rotili Árbitros: * Alejandro Chiti * Fernando Sampietro * Jorge Chávez Televisión: Streaming LNB Contenidos |  |  |
| Serie: 1 - 1      |                                                                  |                      |                                                                        | |  |  |
|                   |                                                                  |                      |                                                                        | |  |  |

| 16 de mayo, 21:30 | Sionista                                                     | 79–83                | Lanús                                                              | Paraná |  |  |
|                   | Parciales: 14-9, 19-21, 14-28, 32-25                         |                      |                                                                    | |  |  |
|                   | Estadísticas Chris Massie 23 Chris Massie 11 Kamel Jhonson 3 | Reporte Pts Reb Asts | Estadísticas 17 Robert Green 9 Daniel Stewart 4 Juan Pablo Cantero | Pabellón: Estadio Moisés Flesler Árbitros: * Daniel Rodrigo * Fabricio Vito * Oscar Brítez Televisión: Streaming LNB Contenidos |  |  |
| Serie: 1 - 2      |                                                              |                      |                                                                    | |  |  |
|                   |                                                              |                      |                                                                    | |  |  |

| 18 de mayo, 21:30 | Sionista                                                                      | 67–73                | Lanús                                                              | Paraná |  |  |
|                   | Parciales: 12-16, 22-16, 17-16, 16-25                                         |                      |                                                                    | |  |  |
|                   | Estadísticas García Zamora y Massie 14 Christopher Massie 15 Facundo Giorgi 3 | Reporte Pts Reb Asts | Estadísticas 24 Robert Green 10 Samuel Hoskin 3 Juan Pablo Cantero | Pabellón: Estadio Moisés Flesler Árbitros: * Alejandro Chiti * Roberto Smith * Fabio Alaníz Televisión: Streaming LNB Contenidos |  |  |
| Serie: 1 - 3      |                                                                               |                      |                                                                    | |  |  |
|                   |                                                                               |                      |                                                                    | |  |  |

## Tercera fase, play-offs

### Cuadro
|  | Cuartos de Conferencia | Cuartos de Conferencia | Cuartos de Conferencia |                     |   | Semis de conferencia | Semis de conferencia | Semis de conferencia |  |    | Finales de conferencia | Finales de conferencia | Finales de conferencia |  |    | Final nacional      | Final nacional | Final nacional |  |
|  |                        |                        |                        |                     |   |                      |                      |                      |  |    |                        |                        |                        |  |    |                     |                |                |  |
|  |                        |                        |                        |                     |   |                      |                      |                      |  |    |                        |                        |                        |  |    |                     |                |                |  |
|  |                        |                        |                        |                     |   |                      |                      |                      |  |    |                        |                        |                        |  |    |                     |                |                |  |
|  |                        |                        |                        |                     |   |                      |                      |                      |  |    |                        |                        |                        |  |    |                     |                |                |  |
|  |                        |                        |                        |                     |   |                      |                      |                      |  |    |                        |                        |                        |  |    |                     |                |                |  |
|  |                        | 1N                     | Ciclista Olímpico      | 3                   |   |                      |                      |                      |  |    |                        |                        |                        |  |    |                     |                |                |  |
|  |                        |                        |                        | 3                   |   |                      |                      |                      |  |    |                        |                        |                        |  |    |                     |                |                |  |
|  |                        |                        | 4N                     | Libertad            | 1 |                      |                      |                      |  |    |                        |                        |                        |  |    |                     |                |                |  |
|  | 4N                     | Libertad               | 4N                     | Libertad            | 1 | 3                    |                      |                      |  |    |                        |                        |                        |  |    |                     |                |                |  |
|  | 4N                     | Libertad               |                        |                     |   |                      |                      |                      |  |    |                        |                        |                        |  |    |                     |                |                |  |
|  | 5N                     | San Martín (C)         | 2                      |                     |   |                      |                      |                      |  |    |                        |                        |                        |  |    |                     |                |                |  |
|  | 5N                     | San Martín (C)         | 2                      |                     |   |                      |                      |                      |  | 1N | Ciclista Olímpico      | 2                      |                        |  |    |                     |                |                |  |
|  |                        |                        |                        |                     |   |                      |                      |                      |  | 1N | Ciclista Olímpico      | 2                      |                        |  |    |                     |                |                |  |
|  |                        |                        | 2N                     | La Unión de Formosa | 3 |                      |                      |                      |  |    |                        |                        |                        |  |    |                     |                |                |  |
|  |                        |                        | 2N                     | La Unión de Formosa | 3 |                      |                      |                      |  |    |                        |                        |                        |  |    |                     |                |                |  |
|  |                        |                        |                        |                     |   |                      |                      |                      |  |    |                        |                        |                        |  |    |                     |                |                |  |
|  |                        |                        |                        |                     |   |                      |                      |                      |  |    |                        |                        |                        |  |    |                     |                |                |  |
|  |                        | 2N                     | La Unión de Formosa    | 3                   |   |                      |                      |                      |  |    |                        |                        |                        |  |    |                     |                |                |  |
|  |                        |                        |                        | 3                   |   |                      |                      |                      |  |    |                        |                        |                        |  |    |                     |                |                |  |
|  |                        |                        | 6N                     | Regatas Corrientes  | 1 |                      |                      |                      |  |    |                        |                        |                        |  |    |                     |                |                |  |
|  | 3N                     | Quimsa                 | 6N                     | Regatas Corrientes  | 1 | 0                    |                      |                      |  |    |                        |                        |                        |  |    |                     |                |                |  |
|  | 3N                     | Quimsa                 |                        |                     |   |                      |                      |                      |  |    |                        |                        |                        |  |    |                     |                |                |  |
|  | 6N                     | Regatas Corrientes     | 3                      |                     |   |                      |                      |                      |  |    |                        |                        |                        |  |    |                     |                |                |  |
|  | 6N                     | Regatas Corrientes     | 3                      |                     |   |                      |                      |                      |  |    |                        |                        |                        |  | 2N | La Unión de Formosa | 0              |                |  |
|  |                        |                        |                        |                     |   |                      |                      |                      |  |    |                        |                        |                        |  | 2N | La Unión de Formosa | 0              |                |  |
|  |                        |                        | 4S                     | San Lorenzo (BA)    | 4 |                      |                      |                      |  |    |                        |                        |                        |  |    |                     |                |                |  |
|  |                        |                        | 4S                     | San Lorenzo (BA)    | 4 |                      |                      |                      |  |    |                        |                        |                        |  |    |                     |                |                |  |
|  |                        |                        |                        |                     |   |                      |                      |                      |  |    |                        |                        |                        |  |    |                     |                |                |  |
|  |                        |                        |                        |                     |   |                      |                      |                      |  |    |                        |                        |                        |  |    |                     |                |                |  |
|  |                        | 1S                     | Gimnasia Indalo        | 1                   |   |                      |                      |                      |  |    |                        |                        |                        |  |    |                     |                |                |  |
|  |                        |                        |                        | 1                   |   |                      |                      |                      |  |    |                        |                        |                        |  |    |                     |                |                |  |
|  |                        |                        | 4S                     | San Lorenzo (BA)    | 3 |                      |                      |                      |  |    |                        |                        |                        |  |    |                     |                |                |  |
|  | 4S                     | San Lorenzo (BA)       | 4S                     | San Lorenzo (BA)    | 3 | 3                    |                      |                      |  |    |                        |                        |                        |  |    |                     |                |                |  |
|  | 4S                     | San Lorenzo (BA)       |                        |                     |   |                      |                      |                      |  |    |                        |                        |                        |  |    |                     |                |                |  |
|  | 5S                     | Obras Basket           | 0                      |                     |   |                      |                      |                      |  |    |                        |                        |                        |  |    |                     |                |                |  |
|  | 5S                     | Obras Basket           | 0                      |                     |   |                      |                      |                      |  | 3S | Weber Bahía            | 1                      |                        |  |    |                     |                |                |  |
|  |                        |                        |                        |                     |   |                      |                      |                      |  | 3S | Weber Bahía            | 1                      |                        |  |    |                     |                |                |  |
|  |                        |                        | 4S                     | San Lorenzo (BA)    | 3 |                      |                      |                      |  |    |                        |                        |                        |  |    |                     |                |                |  |
|  |                        |                        | 4S                     | San Lorenzo (BA)    | 3 |                      |                      |                      |  |    |                        |                        |                        |  |    |                     |                |                |  |
|  |                        |                        |                        |                     |   |                      |                      |                      |  |    |                        |                        |                        |  |    |                     |                |                |  |
|  |                        |                        |                        |                     |   |                      |                      |                      |  |    |                        |                        |                        |  |    |                     |                |                |  |
|  |                        | 2S                     | Peñarol                | 1                   |   |                      |                      |                      |  |    |                        |                        |                        |  |    |                     |                |                |  |
|  |                        |                        |                        | 1                   |   |                      |                      |                      |  |    |                        |                        |                        |  |    |                     |                |                |  |
|  |                        |                        | 3S                     | Weber Bahía         | 3 |                      |                      |                      |  |    |                        |                        |                        |  |    |                     |                |                |  |
|  | 3S                     | Weber Bahía            | 3S                     | Weber Bahía         | 3 | 3                    |                      |                      |  |    |                        |                        |                        |  |    |                     |                |                |  |
|  | 3S                     | Weber Bahía            |                        |                     |   |                      |                      |                      |  |    |                        |                        |                        |  |    |                     |                |                |  |
|  | 6S                     | Argentino (J)          | 2                      |                     |   |                      |                      |                      |  |    |                        |                        |                        |  |    |                     |                |                |  |
|  | 6S                     | Argentino (J)          | 2                      |                     |   |                      |                      |                      |  |    |                        |                        |                        |  |    |                     |                |                |  |
|  |                        |                        |                        |                     |   |                      |                      |                      |  |    |                        |                        |                        |  |    |                     |                |                |  |

Nota: Los equipos ubicados en la primera línea obtuvieron ventaja de localía.
Los resultados a la derecha de cada equipo representan los partidos ganados en la serie.

### Cuartos de final de conferencia

#### Conferencia norte
Quimsa - Regatas Corrientes
| 7 de mayo, 21:00 | Quimsa                                                         | 91–97                | Regatas Corrientes                                                 | Santiago del Estero                                                                                              |  |  |
|                  | Parciales: 25-25, 23-14, 15-30, 21-15 (T.E.: 7-13)             |                      |                                                                    | |  |  |
|                  | Estadísticas Gabriel Deck 23 Robert Battle 15 Nicolás Romano 2 | Reporte Pts Reb Asts | Estadísticas 24 Paolo Quinteros 11 Pablo Espinoza 7 Santiago Scala | Pabellón: Estadio Ciudad Árbitros: * Pablo Estévez * Roberto Smith * Oscar Martinetto Televisión: DirecTV Sports |  |  |
| Serie: 0 - 1     |                                                                |                      |                                                                    | |  |  |
|                  |                                                                |                      |                                                                    | |  |  |

| 9 de mayo, 22:00 | Quimsa                                                          | 85–87                | Regatas Corrientes                                             | Santiago del Estero |  |  |
|                  | Parciales: 27-26, 28-23, 20-19, 10-19                           |                      |                                                                | |  |  |
|                  | Estadísticas Diego García 18 Deck y Battle 8 Lucas Pérez Naim 5 | Reporte Pts Reb Asts | Estadísticas 15 Saiz y Nenonen 5 Javier Saiz 6 Javier Martínez | Pabellón: Estadio Ciudad Árbitros: * Juan Fernández * Diego Rougier * Rodrigo Castillo Televisión: Streaming LNB Contenidos |  |  |
| Serie: 0 - 2     |                                                                 |                      |                                                                | |  |  |
|                  |                                                                 |                      |                                                                | |  |  |

| 12 de mayo, 21:30 | Regatas Corrientes                                                 | 84–73                | Quimsa                                                             | Corrientes |  |  |
|                   | Parciales: 17-20, 23-17, 15-15, 29-21                              |                      |                                                                    | |  |  |
|                   | Estadísticas Scala y Nenonen 19 Pedro Calderón 9 Javier Martínez 8 | Reporte Pts Reb Asts | Estadísticas 16 Lucas Pérez Naim 4 Deck y Vega 3 David Jackson Jr. | Pabellón: Estadio José Jorge Contte Árbitros: * Fabricio Vito * Alejandro Ramallo * Oscar Brítez Televisión: Streaming LNB Contenidos |  |  |
| Serie: 3 - 0      |                                                                    |                      |                                                                    | |  |  |
|                   |                                                                    |                      |                                                                    | |  |  |

Libertad - San Martín (Corrientes)
| 7 de mayo, 21:30 | Libertad                                                            | 75–93                | San Martín (C)                                                   | Sunchales |  |  |
|                  | Parciales: 22-23, 17-16, 19-28, 17-26                               |                      |                                                                  | |  |  |
|                  | Estadísticas Marcos Saglietti 17 Jeremiah Massey 14 Juan Brussino 5 | Reporte Pts Reb Asts | Estadísticas 28 Jeremiah Wood 12 Jeremiah Wood 8 Diego Ciorciari | Pabellón: El Hogar de los Tigres Árbitros: * Juan Fernández * Diego Rougier * Leonardo Zalazar Televisión: Streaming LNB Contenidos |  |  |
| Serie: 0 - 1     |                                                                     |                      |                                                                  | |  |  |
|                  |                                                                     |                      |                                                                  | |  |  |

| 9 de mayo, 21:30 | Libertad                                                       | 93–80                | San Martín (C)                                                         | Sunchales |  |  |
|                  | Parciales: 19-22, 30-13, 21-23, 23-22                          |                      |                                                                        | |  |  |
|                  | Estadísticas José Vildoza 23 Jeremiah Massey 7 Juan Brussino 5 | Reporte Pts Reb Asts | Estadísticas 14 Harrison y Bortolín 14 Paul Harrison 7 Diego Ciorciari | Pabellón: El Hogar de los Tigres Árbitros: * Alejandro Chiti * Roberto Smith * Fabio Alaníz Televisión: Streaming LNB Contenidos |  |  |
| Serie: 1 - 1     |                                                                |                      |                                                                        | |  |  |
|                  |                                                                |                      |                                                                        | |  |  |

| 12 de mayo, 21:30 | San Martín (C)                                                    | 101–84               | Libertad                                                          | Corrientes |  |  |
|                   | Parciales: 26-27, 27-15, 25-16, 23-26                             |                      |                                                                   | |  |  |
|                   | Estadísticas Larry O'Bannon 28 Paul Harrison 9 Ciorciari y Wood 5 | Reporte Pts Reb Asts | Estadísticas 24 Jeremiah Massey 7 Jeremiah Massey 4 Juan Brussino | Pabellón: Estadio Raúl Argentino Ortiz Árbitros: * Pablo Estévez * Daniel Rodrigo * Silvio Guzmán Televisión: Streaming LNB Contenidos |  |  |
| Serie: 2 - 1      |                                                                   |                      |                                                                   | |  |  |
|                   |                                                                   |                      |                                                                   | |  |  |

| 14 de mayo, 20:00 | San Martín (C)                                                  | 89–91                | Libertad                                                             | Corrientes |  |  |
|                   | Parciales: 22-23, 25-20, 25-24, 17-24                           |                      |                                                                      | |  |  |
|                   | Estadísticas Jeremiah Wood 28 Jeremiah Wood 9 Diego Ciorciari 6 | Reporte Pts Reb Asts | Estadísticas 23 Juan Brussino 7 Alejadro Alloatti 4 Marcos Saglietti | Pabellón: Estadio Raúl Argentino Ortiz Árbitros: * Fabricio Vito * Alejandro Ramallo * Oscar Brítez Televisión: TyC Sports |  |  |
| Serie: 2 - 2      |                                                                 |                      |                                                                      | |  |  |
|                   |                                                                 |                      |                                                                      | |  |  |

| 17 de mayo, 21:30 | Libertad                                                           | 81–76                | San Martín (C)                                                | Sunchales |  |  |
|                   | Parciales: 13-16, 17-16, 24-25, 27-19                              |                      |                                                               | |  |  |
|                   | Estadísticas Jeremiah Massey 16 Jeremiah Massey 14 Juan Brussino 8 | Reporte Pts Reb Asts | Estadísticas 18 Wood y O'Bannon 17 Wood 4 Gerlero y Ciorciari | Pabellón: El Hogar de los Tigres Árbitros: * Fernando Sampietro * Diego Rougier * Mario Aluz Televisión: Streaming LNB Contenidos |  |  |
| Serie: 3 - 2      |                                                                    |                      |                                                               | |  |  |
|                   |                                                                    |                      |                                                               | |  |  |

#### Conferencia sur
Weber Bahía - Argentino (Junín)
| 6 de mayo, 21:00 | Weber Bahía                                                     | 57–73                | Argentino (J)                                                  | Bahía Blanca |  |  |
|                  | Parciales: 10-19, 12-14, 23-23, 12-17                           |                      |                                                                | |  |  |
|                  | Estadísticas Lucio Redivo 20 Máximo Fjellerup 9 Gastón Whelan 8 | Reporte Pts Reb Asts | Estadísticas 28 Ignacio Alessio 11 Franco Balbi 6 Franco Balbi | Pabellón: Estadio Osvaldo Casanova Árbitros: * Fernando Sampietro * Fabricio Vito * Julio Dinamarca Televisión: Streaming LNB Contenidos |  |  |
| Serie: 0 - 1     |                                                                 |                      |                                                                | |  |  |
|                  |                                                                 |                      |                                                                | |  |  |

| 8 de mayo, 21:00 | Weber Bahía                                                         | 72–67                | Argentino (J)                                                             | Bahía Blanca |  |  |
|                  | Parciales: 24-19, 12-16, 22-18, 14-14                               |                      |                                                                           | |  |  |
|                  | Estadísticas Máximo Fjellerup 16 Anthony Johsnon 14 Gastón Whelan 5 | Reporte Pts Reb Asts | Estadísticas 19 Chaz Crawford 10 Chaz Crawford 2 Basabe, Cadillac y Funes | Pabellón: Estadio Osvaldo Casanova Árbitros: * Daniel Rodrigo * Sergio Tarifeño * Oscar Brítez Televisión: Streaming LNB Contenidos |  |  |
| Serie: 1 - 1     |                                                                     |                      |                                                                           | |  |  |
|                  |                                                                     |                      |                                                                           | |  |  |

| 11 de mayo, 21:30 | Argentino (J)                                                  | 95–80                | Weber Bahía                                                       | Junín |  |  |
|                   | Parciales: 26-16, 19-16, 31-23, 19-25                          |                      |                                                                   | |  |  |
|                   | Estadísticas Juan Cangelosi 20 Juan Cangelosi 7 Franco Balbi 9 | Reporte Pts Reb Asts | Estadísticas 24 Martín Fernández 8 Levy y Johnson 5 Gastón Whelan | Pabellón: El Fortín de las Morochas Árbitros: * Juan Fernández * Roberto Smith * Mario Aluz Televisión: Streaming LNB Contenidos |  |  |
| Serie: 2 - 1      |                                                                |                      |                                                                   | |  |  |
|                   |                                                                |                      |                                                                   | |  |  |

| 13 de mayo, 22:00 | Argentino (J)                                                    | 67–69                | Weber Bahía                                                               | Junín |  |  |
|                   | Parciales: 10-20, 24-16, 10-14, 23-19                            |                      |                                                                           | |  |  |
|                   | Estadísticas Ignacio Alessio 21 Ignacio Alessio 9 Franco Balbi 7 | Reporte Pts Reb Asts | Estadísticas 15 Juan Pablo Vaulet 14 Juan Pablo Vaulet 2 Máximo Fjellerup | Pabellón: El Fortín de las Morochas Árbitros: * Alejandro Chiti * Diego Rougier * Rodrigo Castillo Televisión: TyC Sports |  |  |
| Serie: 2 - 2      |                                                                  |                      |                                                                           | |  |  |
|                   |                                                                  |                      |                                                                           | |  |  |

| 16 de mayo, 20:30 | Weber Bahía                                                           | 80–75                | Argentino (J)                                                    | Bahía Blanca |  |  |
|                   | Parciales: 18-23, 15-19, 22-15, 25-18                                 |                      |                                                                  | |  |  |
|                   | Estadísticas Anthony Johnson 18 Anthony Johnson 15 Whelan y Johnson 3 | Reporte Pts Reb Asts | Estadísticas 16 Alessio y Funes 10 Chaz Crawford 13 Franco Balbi | Pabellón: Estadio Osvaldo Casanova Árbitros: * Pablo Estévez * Fernando Sampietro * Leonardo Zalazar Televisión: Streaming LNB Contenidos |  |  |
| Serie: 3 - 2      |                                                                       |                      |                                                                  | |  |  |
|                   |                                                                       |                      |                                                                  | |  |  |

San Lorenzo (Buenos Aires) - Obras Basket
| 6 de mayo, 22:00 | San Lorenzo (BA)                                                 | 80–77                | Obras Basket                                                            | Ciudad de Buenos Aires                                                                                            |  |  |
|                  | Parciales: 18-20, 19-16, 19-17, 24-24                            |                      |                                                                         | |  |  |
|                  | Estadísticas Walter Herrmann 26 Walter Herrmann 11 Marcos Mata 4 | Reporte Pts Reb Asts | Estadísticas 23 Dennis Horner 7 Dennis Horner 3 B. Fitipaldo y S. Safar | Pabellón: Estadio Héctor Etchart Árbitros: * Juan Fernández * Diego Rougier * Oscar Brítez Televisión: TyC Sports |  |  |
| Serie: 1 - 0     |                                                                  |                      |                                                                         | |  |  |
|                  |                                                                  |                      |                                                                         | |  |  |

| 9 de mayo, 21:00 | San Lorenzo (BA)                                                   | 98–82                | Obras Basket                                                   | Ciudad de Buenos Aires |  |  |
|                  | Parciales: 23-20, 20-23, 27-18, 28-21                              |                      |                                                                | |  |  |
|                  | Estadísticas Marcus Elliott 20 Walter Herrmann 7 Gustavo Aguirre 6 | Reporte Pts Reb Asts | Estadísticas 25 Dennis Horner 9 Marcos Delía 4 Bruno Fitipaldo | Pabellón: Estadio Héctor Etchart Árbitros: * Fernando Sampietro * Fabricio Vito * Mario Aluz Televisión: Streaming LNB Contenidos |  |  |
| Serie: 2 - 0     |                                                                    |                      |                                                                | |  |  |
|                  |                                                                    |                      |                                                                | |  |  |

| 11 de mayo, 20:30 | Obras Basket                                                 | 74–79                | San Lorenzo (BA)                                                   | Ciudad de Buenos Aires |  |  |
|                   | Parciales: 17-18, 22-21, 19-22, 16-18                        |                      |                                                                    | |  |  |
|                   | Estadísticas Marcos Delía 18 Dennis Horner 10 Pedro Barral 4 | Reporte Pts Reb Asts | Estadísticas 22 Walter Herrmann 9 Walter Herrmann 5 Lucas Faggiano | Pabellón: Estadio Obras Sanitarias Árbitros: * Alejandro Chiti * Daniel Rodrigo * Leonardo Zalazar Televisión: Streaming LNB Contenidos |  |  |
| Serie: 0 - 3      |                                                              |                      |                                                                    | |  |  |
|                   |                                                              |                      |                                                                    | |  |  |

### Semifinales de conferencia

#### Conferencia norte
Ciclista Olímpico - Libertad
| 20 de mayo, 22:00 | Ciclista Olímpico                                                    | 101–79               | Libertad                                                                          | La Banda |  |  |
|                   | Parciales: 26-20, 26-14, 35-28, 14-17                                |                      |                                                                                   | |  |  |
|                   | Estadísticas Diego Guaita 20 Justin Williams 12 Maximiliano Stanic 7 | Reporte Pts Reb Asts | Estadísticas 13 J. Massey y Alloatti 5 J. Vildoza y S. Vázquez 4 Marcos Saglietti | Pabellón: Estadio Vicente Rosales Árbitros: * Juan Fernández * Roberto Smith * Fabio Alaníz Televisión: Streaming LNB Contenidos |  |  |
| Serie: 1 - 0      |                                                                      |                      |                                                                                   | |  |  |
|                   |                                                                      |                      |                                                                                   | |  |  |

| 22 de mayo, 21:00 | Ciclista Olímpico                                                          | 93–76                | Libertad                                                                                                  | La Banda |  |  |
|                   | Parciales: 20-24, 22-14, 28-16, 23-25                                      |                      | | |  |  |
|                   | Estadísticas Federico Van Lacke 20 Justin Williams 17 Federico Van Lacke 5 | Reporte Pts Reb Asts | Estadísticas 20 Jeremiah Massey 8 J. Massey y A. Alloatti 2 M. Saglietti, J. Brussino y S. Vázquez Bernal | Pabellón: Estadio Vicente Rosales Árbitros: * Fernando Sampietro * Alejandro Ramallo * Rodrigo Castillo Televisión: Streaming LNB Contenidos |  |  |
| Serie: 2 - 0      |                                                                            |                      | | |  |  |
|                   |                                                                            |                      | | |  |  |

| 25 de mayo, 21:45 | Libertad                                                              | 92–78                | Ciclista Olímpico                                                                  | Sunchales |  |  |
|                   | Parciales: 24-18, 22-20, 21-22, 25-18                                 |                      |                                                                                    | |  |  |
|                   | Estadísticas Jeremiah Massey 23 Alejandro Alloatti 10 Juan Brussino 5 | Reporte Pts Reb Asts | Estadísticas 22 Federico Van Lacke 7 J. Williams y D. Phillip 5 Federico Van Lacke | Pabellón: El Hogar de los Tigres Árbitros: * Pablo Estévez * Fabricio Vito * Oscar Brítez Televisión: TyC Sports |  |  |
| Serie: 1 - 2      |                                                                       |                      |                                                                                    | |  |  |
|                   |                                                                       |                      |                                                                                    | |  |  |

| 27 de mayo, 21:30 | Libertad                                                                | 68–85                | Ciclista Olímpico                                                            | Sunchales |  |  |
|                   | Parciales: 13-23, 23-23, 21-15, 11-24                                   |                      |                                                                              | |  |  |
|                   | Estadísticas A. Alloatti y J. VIldoza Jeremiah Massey 7 Juan Brussino 4 | Reporte Pts Reb Asts | Estadísticas 21 Federico Van Lacke 9 Diego Guaita 5 F. Van Lacke y M. Stanic | Pabellón: El Hogar de los Tigres Árbitros: * Alejandro Chiti * Daniel Rodrigo * Jorge Chávez Televisión: Streaming LNB Contenidos |  |  |
| Serie: 1 - 3      |                                                                         |                      |                                                                              | |  |  |
|                   |                                                                         |                      |                                                                              | |  |  |

La Unión de Formosa - Regatas Corrientes
| 17 de mayo, 22:00 | La Unión de Formosa                                                   | 81–72                | Regatas Corrientes                                                  | Formosa |  |  |
|                   | Parciales: 26-13, 13-18, 22-17, 20-24                                 |                      |                                                                     | |  |  |
|                   | Estadísticas Torin Francis 21 Torin Francis 10 Alejandro Konsztadt 10 | Reporte Pts Reb Asts | Estadísticas 19 Javier Saiz 7 Espinoza y Calderón 5 Paolo Quinteros | Pabellón: Estadio Cincuentenario Árbitros: * Daniel Rodrigo * Roberto Smith * Silvio Guzmán Televisión: Streaming LNB Contenidos |  |  |
| Serie: 1 - 0      |                                                                       |                      |                                                                     | |  |  |
|                   |                                                                       |                      |                                                                     | |  |  |

| 19 de mayo, 22:00 | La Unión de Formosa                                                           | 92–85                | Regatas Corrientes                                               | Formosa |  |  |
|                   | Parciales: 19-21, 36-24, 19-19, 18-21                                         |                      |                                                                  | |  |  |
|                   | Estadísticas T. Francis y E. Gamboa 17 Torin Francis 10 Alejandro Konsztadt 4 | Reporte Pts Reb Asts | Estadísticas 23 Pedro Espinoza 7 Pedro Espinoza 5 Santiago Scala | Pabellón: Estadio Cincuentenario Árbitros: * Fernando Sampietro * Diego Rougier * Mario Aluz Televisión: Streaming LNB Contenidos |  |  |
| Serie: 2 - 0      |                                                                               |                      |                                                                  | |  |  |
|                   |                                                                               |                      |                                                                  | |  |  |

| 22 de mayo, 21:30 | Regatas Corrientes                                                                       | 87–64                | La Unión de Formosa                                                   | Corrientes |  |  |
|                   | Parciales: 18-26, 26-7, 19-19, 24-12                                                     |                      |                                                                       | |  |  |
|                   | Estadísticas Paolo Quinteros 21 Pablo Espinoza 14 S. Scala, P. Espinoza y P. Quinteros 3 | Reporte Pts Reb Asts | Estadísticas 22 Winsome Frazier 9 Torin Francis 3 Alejandro Konsztadt | Pabellón: Estadio José Jorge Contte Árbitros: * Alejandro Chiti * Juan Fernández * Fabio Alaníz Televisión: Streaming LNB Contenidos |  |  |
| Serie: 1 - 2      |                                                                                          |                      |                                                                       | |  |  |
|                   |                                                                                          |                      |                                                                       | |  |  |

| 24 de mayo, 21:30 | Regatas Corrientes                                                            | 74–79                | La Unión de Formosa                                                   | Corrientes |  |  |
|                   | Parciales: 23-19, 15-22, 20-20, 16-18                                         |                      |                                                                       | |  |  |
|                   | Estadísticas P. Quinteros y J. Nenonen 15 Pablo Espinoza 12 Paolo Quinteros 4 | Reporte Pts Reb Asts | Estadísticas 26 Facundo Piñero 10 Torin Francis 8 Alejandro Konsztadt | Pabellón: Estadio José Jorge Contte Árbitros: * Pablo Estévez * Alejandro Ramallo * Oscar Brítez Televisión: Streaming LNB Contenidos |  |  |
| Serie: 1 - 3      |                                                                               |                      |                                                                       | |  |  |
|                   |                                                                               |                      |                                                                       | |  |  |

#### Conferencia sur
Gimnasia Indalo - San Lorenzo (BA)
| 15 de mayo, 21:30 | Gimnasia Indalo                            | 96–95       | San Lorenzo (BA)                | Comodoro Rivadavia |  |  |
|                   | Parciales: 17-18, 24-21, 39-20, 16-36      |             |                                 | |  |  |
|                   | Estadísticas De Los Santos y Schattmann 22 | Reporte Pts | Estadísticas 26 Walter Herrmann | Pabellón: Estadio Socios Fundadores Árbitros: * Pablo Estévez * Diego Rougier * Julio Dinamarca Televisión: Streaming LNB Contenidos |  |  |
| Serie: 1 - 0      |                                            |             |                                 | |  |  |
|                   |                                            |             |                                 | |  |  |

| 17 de mayo, 21:30 | Gimnasia Indalo                                                                   | 74–76                | San Lorenzo (BA)                                                                     | Comodoro Rivadavia |  |  |
|                   | Parciales: 16-24, 19-18, 24-13, 15-21                                             |                      |                                                                                      | |  |  |
|                   | Estadísticas Nicolás De Los Santos 22 Sam Clancy, Jr. 13 De Los Santos y Clancy 2 | Reporte Pts Reb Asts | Estadísticas 20 Marcus Elliott 7 Herrmann y Mata 2 Mata, Aguirre, Matthew y Faggiano | Pabellón: Estadio Socios Fundadores Árbitros: * Juan Fernández * Alejandro Ramallo * Rodrigo Castillo Televisión: Streaming LNB Contenidos |  |  |
| Serie: 1 - 1      |                                                                                   |                      |                                                                                      | |  |  |
|                   |                                                                                   |                      |                                                                                      | |  |  |

| 20 de mayo, 22:00 | San Lorenzo (BA)                                                               | 78–73                | Gimnasia Indalo                                                                  | Buenos Aires |  |  |
|                   | Parciales: 19-18, 23-22, 14-16, 22-17                                          |                      |                                                                                  | |  |  |
|                   | Estadísticas Bryan Matthew 16 Marcos Mata 9 M. Mata, G. Aguirre y M. Elliott 2 | Reporte Pts Reb Asts | Estadísticas 20 Nicolás De Los Santos 7 Federico Aguerre 4 Nicolás De Los Santos | Pabellón: Estadio Héctor Etchart Árbitros: * Fernando Sampietro * Fabricio Vito * Jorge Chávez Televisión: TyC Sports |  |  |
| Serie: 2 - 1      |                                                                                |                      |                                                                                  | |  |  |
|                   |                                                                                |                      |                                                                                  | |  |  |

| 22 de mayo, 20:00 | San Lorenzo (BA)                                                | 90–84                | Gimnasia Indalo                                                             | Buenos Aires |  |  |
|                   | Parciales: 25-23, 17-23, 21-19, 27-19                           |                      |                                                                             | |  |  |
|                   | Estadísticas Gustavo Aguirre 26 Bryan Matthew 9 Bryan Matthew 6 | Reporte Pts Reb Asts | Estadísticas 16 Carlos Sandes 5 L. Mainoldi y S. Clancy 4 Carlos Schattmann | Pabellón: Estadio Héctor Etchart Árbitros: * Daniel Rodrigo * Roberto Smith * Oscar Brítez Televisión: TyC Sports |  |  |
| Serie: 3 - 1      |                                                                 |                      |                                                                             | |  |  |
|                   |                                                                 |                      |                                                                             | |  |  |

Peñarol - Weber Bahía
| 20 de mayo, 21:00 | Peñarol                                                           | 82–90                | Weber Bahía                                                     | Mar del Plata |  |  |
|                   | Parciales: 13-24, 27-10, 20-25, 22-31                             |                      |                                                                 | |  |  |
|                   | Estadísticas Kennedy Winston 17 Chris Moss 9 Luciano Massarelli 4 | Reporte Pts Reb Asts | Estadísticas 24 Lucio Redivo 9 Juan Pablo Vaulet 4 Lucio Redivo | Pabellón: Estadio Islas Malvinas Árbitros: * Alejandro Chiti * Sergio Tarifeño * Julio Dinamarca Televisión: DirecTV Sports |  |  |
| Serie: 0 - 1      |                                                                   |                      |                                                                 | |  |  |
|                   |                                                                   |                      |                                                                 | |  |  |

| 22 de mayo, 20:00 | Peñarol                                                                                           | 77–67                | Weber Bahía                                                     | Mar del Plata |  |  |
|                   | Parciales: 17-16, 17-19, 21-12, 22-20                                                             |                      |                                                                 | |  |  |
|                   | Estadísticas K. Winston y L. Massarelli 15 Kennedy Winston 9 K. Winston, N. Brussino y F. Sahdi 3 | Reporte Pts Reb Asts | Estadísticas 20 Lucio Redivo 11 Anthony Johnson 8 Gastón Whelan | Pabellón: Estadio Islas Malvinas Árbitros: * Pablo Estévez * Diego Rougier * Jorge Chávez Televisión: Streaming LNB Contenidos |  |  |
| Serie: 1 - 1      |                                                                                                   |                      |                                                                 | |  |  |
|                   |                                                                                                   |                      |                                                                 | |  |  |

| 25 de mayo, 21:00 | Weber Bahía                                                 | 87–76                | Peñarol                                                                         | Bahía Blanca |  |  |
|                   | Parciales: 23-17, 18-19, 22-18, 25-22                       |                      |                                                                                 | |  |  |
|                   | Estadísticas Gastón Whelan 18 Jamaal Levy 14 Lucio Redivo 6 | Reporte Pts Reb Asts | Estadísticas 18 Alejandro Diez 6 N. Brussino, C. Moss y R. Acuña 4 Fabián Sahdi | Pabellón: Estadio Osvaldo Casanova Árbitros: * Daniel Rodrigo * Juan Fernández * Rodrigo Castillo Televisión: Streaming LNB Contenidos |  |  |
| Serie: 2 - 1      |                                                             |                      |                                                                                 | |  |  |
|                   |                                                             |                      |                                                                                 | |  |  |

| 27 de mayo, 21:00 | Weber Bahía                                                                   | 76–59                | Peñarol                                                          | Bahía Blanca |  |  |
|                   | Parciales: 18-12, 16-19, 11-13, 31-15                                         |                      |                                                                  | |  |  |
|                   | Estadísticas J. Vaulet y L. Redivo 15 J. Levy y A. Johnson 11 Gastón Whelan 6 | Reporte Pts Reb Asts | Estadísticas 25 Nicolás Brussino 8 Chris Moss 3 Nicolás Brussino | Pabellón: Estadio Osvaldo Casanova Árbitros: * Fernando Sampietro * Fabricio Vito * Oscar Brítez Televisión: DirecTV Sports |  |  |
| Serie: 3 - 1      |                                                                               |                      |                                                                  | |  |  |
|                   |                                                                               |                      |                                                                  | |  |  |

### Finales de conferencia

#### Conferencia norte
Ciclista Olímpico- La Unión de Formosa
| 1 de junio, 22:00 | Ciclista Olímpico                                                    | 84–70                | La Unión de Formosa                                                   | La Banda |  |  |
|                   | Parciales: 23-14, 25-21, 14-16, 22-19                                |                      |                                                                       | |  |  |
|                   | Estadísticas Diego Guaita 20 Justin Williams 20 Maximiliano Stanic 9 | Reporte Pts Reb Asts | Estadísticas 23 Alexis Elsener 15 Torin Francis 8 Alejandro Konsztadt | Pabellón: Estadio Vicente Rosales Árbitros: * Fernando Sampietro * Roberto Smith * Oscar Brítez Televisión: TyC Sports |  |  |
| Serie: 1 - 0      |                                                                      |                      |                                                                       | |  |  |
|                   |                                                                      |                      |                                                                       | |  |  |

| 3 de junio, 22:00 | Ciclista Olímpico                                                          | 82–74                | La Unión de Formosa                                                   | La Banda |  |  |
|                   | Parciales: 21-16, 17-21, 18-17, 26-20                                      |                      |                                                                       | |  |  |
|                   | Estadísticas Maximiliano Stanic 23 Justin Williams 14 Maximiliano Stanic 7 | Reporte Pts Reb Asts | Estadísticas 17 Facundo Piñero 10 Torin Francis 6 Alejandro Konsztadt | Pabellón: Estadio Vicente Rosales Árbitros: * Juan Fernández * Daniel Rodrigo * Leonardo Zalazar Televisión: Streaming LNB Contenidos |  |  |
| Serie: 2 - 0      |                                                                            |                      |                                                                       | |  |  |
|                   |                                                                            |                      |                                                                       | |  |  |

| 6 de junio, 22:00 | La Unión de Formosa                                                  | 70–57                | Ciclista Olímpico                                                    | Formosa |  |  |
|                   | Parciales: 22-5, 19-20, 20-17, 9-15                                  |                      |                                                                      | |  |  |
|                   | Estadísticas Torin Francis 26 Torin Francis 19 Alejandro Konsztadt 5 | Reporte Pts Reb Asts | Estadísticas 14 Diego Guaita 13 Justin Williams 3 Estéban Cantarutti | Pabellón: Estadio Cincuentenario Árbitros: * Fabricio Vito * Alejandro Ramallo * Rodrigo Castillo Televisión: Streaming LNB Contenidos |  |  |
| Serie: 1 - 2      |                                                                      |                      |                                                                      | |  |  |
|                   |                                                                      |                      |                                                                      | |  |  |

| 8 de junio, 22:00 | La Unión de Formosa                                                                    | 77–75                | Ciclista Olímpico                                                         | Formosa |  |  |
|                   | Parciales: 20-22, 16-25, 22-6, 19-22                                                   |                      |                                                                           | |  |  |
|                   | Estadísticas A. Elsener y E. Gamboa 18 T. Francis y A. Elsener 8 Alejandro Konsztadt 5 | Reporte Pts Reb Asts | Estadísticas 22 Federico Van Lacke 9 Justin Williams 7 Maximiliano Stanic | Pabellón: Estadio Cincuentenario Árbitros: * Pablo Estévez * Diego Rougier * Oscar Brítez Televisión: Streaming LNB Contenidos |  |  |
| Serie: 2 - 2      |                                                                                        |                      |                                                                           | |  |  |
|                   |                                                                                        |                      |                                                                           | |  |  |

| 11 de junio, 22:00 | Ciclista Olímpico                                                          | 60–72                | La Unión de Formosa                                               | La Banda |  |  |
|                    | Parciales: 10-18, 7-13, 14-22, 29-19                                       |                      |                                                                   | |  |  |
|                    | Estadísticas Federico Van Lacke 18 Justin Williams 19 Maximiliano Stanic 5 | Reporte Pts Reb Asts | Estadísticas 24 Winsome Frazier 13 Torin Francis 9 Eduardo Gamboa | Pabellón: Estadio Vicente Rosales Árbitros: * Alejandro Chiti * Fernando Sampietro * Juan Fernández Televisión: Streaming LNB Contenidos |  |  |
| Serie: 2 - 3       |                                                                            |                      |                                                                   | |  |  |
|                    |                                                                            |                      |                                                                   | |  |  |

#### Conferencia sur
Weber Bahía - San Lorenzo (BA)
| 31 de mayo, 22:00 | Weber Bahía                                                    | 68–77                | San Lorenzo (BA)                                                              | Bahía Blanca |  |  |
|                   | Parciales: 22-18, 17-21, 16-20, 13-18                          |                      |                                                                               | |  |  |
|                   | Estadísticas Gastón Whelan 17 Jamaal Levy 9 Máximo Fjellerup 3 | Reporte Pts Reb Asts | Estadísticas 21 W. Herrmann y B. Matthew 12 Walter Herrmann 4 Gustavo Aguirre | Pabellón: Estadio Osvaldo Casanova Árbitros: * Alejandro Chiti * Diego Rougier * Leonardo Zalazar Televisión: TyC Sports |  |  |
| Serie: 0 - 1      |                                                                |                      |                                                                               | |  |  |
|                   |                                                                |                      |                                                                               | |  |  |

| 2 de junio, 20:30 | Weber Bahía                                                               | 78–62                | San Lorenzo (BA)                                                 | Bahía Blanca |  |  |
|                   | Parciales: 22-12, 18-18, 21-23, 17-9                                      |                      |                                                                  | |  |  |
|                   | Estadísticas L. Redivo y A. Johnson 16 Anthony Johnson 14 Gastón Whelan 7 | Reporte Pts Reb Asts | Estadísticas 16 Marcus Elliott 7 Marcus Elliott 3 Lucas Faggiano | Pabellón: Estadio Osvaldo Casanova Árbitros: * Pablo Estévez * Fabricio Vito * Rodrigo Castillo Televisión: Streaming LNB Contenidos |  |  |
| Serie: 1 - 1      |                                                                           |                      |                                                                  | |  |  |
|                   |                                                                           |                      |                                                                  | |  |  |

| 5 de junio, 20:00 | San Lorenzo (BA)                                                             | 85–77                | Weber Bahía                                                        | Buenos Aires |  |  |
|                   | Parciales: 15-18, 23-21, 22-16, 25-22                                        |                      |                                                                    | |  |  |
|                   | Estadísticas Walter Herrmann 20 W. Herrmann y G. Aguirre 9 Gustavo Aguirre 5 | Reporte Pts Reb Asts | Estadísticas 18 Anthony Johnson 13 Anthony Johnson 6 Gastón Whelan | Pabellón: Estadio Héctor Etchart Árbitros: * Daniel Rodrigo * Fernando Sampietro * Mario Aluz Televisión: Streaming LNB Contenidos |  |  |
| Serie: 2 - 1      |                                                                              |                      |                                                                    | |  |  |
|                   |                                                                              |                      |                                                                    | |  |  |

| 7 de junio, 21:00 | San Lorenzo (BA)                                                               | 69–67                | Weber Bahía                                                                          | Buenos Aires |  |  |
|                   | Parciales: 19-20, 11-8, 17-26, 22-13                                           |                      |                                                                                      | |  |  |
|                   | Estadísticas Brian Matthew 19 Brian Matthew y Marcos Mata 11 Gustavo Aguirre 7 | Reporte Pts Reb Asts | Estadísticas 21 Anthony Johnson 17 Anthony Johnson 2 G. Whelan, L. Redivo y H. Jasen | Pabellón: Estadio Héctor Etchart Árbitros: * Alejandro Chiti * Juan Fernández * Oscar Brítez Televisión: DirecTV Sports |  |  |
| Serie: 3 - 1      |                                                                                |                      |                                                                                      | |  |  |
|                   |                                                                                |                      |                                                                                      | |  |  |

### Final nacional
La Unión de Formosa - San Lorenzo (Buenos Aires)
| 15 de junio, 21:00 | La Unión de Formosa                                             | 73–75                | San Lorenzo (BA)                                              | Formosa |  |  |
|                    | Parciales: 24-19, 11-20, 14-19, 24-17                           |                      |                                                               | |  |  |
|                    | Estadísticas Torin Francis 24 Torin Francis 16 Eduardo Gamboa 5 | Reporte Pts Reb Asts | Estadísticas 21 Bernardo Musso 9 Marcos Mata 3 Lucas Faggiano | Pabellón: Estadio Cincuentenario Árbitros: * Pablo Estévez * Roberto Smith * Fabricio Vito Televisión: TyC Sports |  |  |
| Serie: 0 - 1       |                                                                 |                      |                                                               | |  |  |
|                    |                                                                 |                      |                                                               | |  |  |

| 17 de junio, 21:00 | La Unión de Formosa                                             | 60–62                | San Lorenzo (BA)                                                             | Formosa |  |  |
|                    | Parciales: 8-15, 12-17, 28-13, 12-17                            |                      |                                                                              | |  |  |
|                    | Estadísticas Torin Francis 17 Torin Francis 22 Eduardo Gamboa 3 | Reporte Pts Reb Asts | Estadísticas 18 Walter Herrmann 9 Marcos Mata 2 Marcos Mata y Marcus Elliott | Pabellón: Estadio Cincuentenario Árbitros: * Alejandro Chiti * Juan Fernández * Oscar Brítez Televisión: TyC Sports |  |  |
| Serie: 0 - 2       |                                                                 |                      |                                                                              | |  |  |
|                    |                                                                 |                      |                                                                              | |  |  |

| 20 de junio, 21:00 | San Lorenzo (BA)                                                         | 86–67                | La Unión de Formosa                                                  | Buenos Aires |  |  |
|                    | Parciales: 20-21, 17-9, 26-21, 23-16                                     |                      |                                                                      | |  |  |
|                    | Estadísticas Bryan Matthew 21 Bryan Matthew 8 G. Aguirre y L. Faggiano 3 | Reporte Pts Reb Asts | Estadísticas 25 Torin Francis 16 Torin Francis 3 Alejandro Konsztadt | Pabellón: Estadio Héctor Etchart Árbitros: * Fernando Sampietro * Diego Rougier * Alejandro Ramallo Televisión: TyC Sports |  |  |
| Serie: 3 - 0       |                                                                          |                      |                                                                      | |  |  |
|                    |                                                                          |                      |                                                                      | |  |  |

| 23 de junio, 21:00 | San Lorenzo (BA)                                                              | 87–81                | La Unión de Formosa                                             | Buenos Aires |  |  |
|                    | Parciales: 23-20, 24-19, 23-19, 17-23                                         |                      |                                                                 | |  |  |
|                    | Estadísticas Walter Herrmann 19 Walter Herrmann 13 G. Aguirre y L. Faggiano 6 | Reporte Pts Reb Asts | Estadísticas 24 Alexis Elsener 9 Torin Francis 5 Eduardo Gamboa | Pabellón: Estadio Héctor Etchart Árbitros: * Daniel Rodrigo * Fabricio Vito * Rodrigo Smith Televisión: TyC Sports |  |  |
| Serie: 4 - 0       |                                                                               |                      |                                                                 | |  |  |
|                    |                                                                               |                      |                                                                 | |  |  |

## Plantel campeón y estadísticas
Fuente: Guía Oficial Liga Nacional de Básquetbol 2016/17 p. 182.
| Nac                       | Jugador             | PJ | Pts  | Pro   | RT  | A   | T  | Rec | Per | Min  | F   |
| ------------------------- | ------------------- | -- | ---- | ----- | --- | --- | -- | --- | --- | ---- | --- |
| Bandera de Argentina      | Aguirre, Nicolás    | 64 | 716  | 11,19 | 280 | 312 | 6  | 73  | 138 | 1968 | 167 |
| Bandera de Estados Unidos | Bell, Troy          | 14 | 113  | 8,07  | 25  | 10  | 2  | 8   | 16  | 260  | 25  |
| Bandera de Argentina      | Cerminato, Leandro  | 7  | 5    | 0,71  | 4   | 1   | 0  | 2   | 2   | 33   | 12  |
| Bandera de Estados Unidos | Elliott, Marcus     | 32 | 368  | 11,50 | 135 | 44  | 8  | 18  | 53  | 895  | 84  |
| Bandera de Argentina      | Faggiano, Lucas     | 71 | 443  | 6,24  | 178 | 163 | 16 | 73  | 82  | 1508 | 126 |
| Bandera de Estados Unidos | Fells, Courtney     | 15 | 171  | 11,40 | 31  | 22  | 4  | 24  | 26  | 356  | 32  |
| Bandera de Argentina      | Fernández, Lisandro | 6  | 4    | 0,67  | 5   | 3   | 1  | 2   | 3   | 27   | 3   |
| Bandera de Argentina      | Flor, Eric          | 36 | 103  | 2,86  | 42  | 29  | 4  | 16  | 17  | 348  | 59  |
| Bandera de Estados Unidos | Gladness, Mickell   | 3  | 18   | 6,00  | 13  | 1   | 3  | 0   | 2   | 47   | 6   |
| Bandera de Argentina      | Herrmann, Walter    | 67 | 1161 | 17,33 | 377 | 29  | 11 | 38  | 55  | 1941 | 88  |
| Bandera de Argentina      | Johnson, Roquez     | 66 | 391  | 5,92  | 265 | 18  | 25 | 18  | 78  | 1033 | 148 |
| Bandera de Argentina      | López, Lautaro      | 2  | 2    | 1,00  | 1   | 2   | 0  | 0   | 0   | 17   | 0   |
| Bandera de Lituania       | Lydeka, Tautvydas   | 20 | 220  | 11,00 | 146 | 20  | 12 | 12  | 34  | 526  | 63  |
| Bandera de Argentina      | Martina, Fernando   | 54 | 431  | 7,98  | 232 | 24  | 16 | 35  | 80  | 957  | 153 |
| Bandera de Argentina      | Mata, Marcos        | 65 | 655  | 10,08 | 375 | 105 | 41 | 66  | 90  | 1924 | 170 |
| Bandera de Estados Unidos | Matthew, Bryan      | 18 | 265  | 14,72 | 105 | 15  | 19 | 24  | 35  | 505  | 64  |
| Bandera de Argentina      | Musso, Bernardo     | 71 | 484  | 6,82  | 161 | 74  | 10 | 66  | 69  | 1476 | 167 |
| Bandera de Estados Unidos | Powell, Josh        | 25 | 206  | 8,24  | 163 | 14  | 16 | 8   | 38  | 510  | 58  |
| Bandera de Estados Unidos | Silas, Xavier       | 7  | 87   | 12,43 | 26  | 9   | 0  | 4   | 18  | 141  | 17  |
| Bandera de Argentina      | Villarejo, Tomás    | 3  | 4    | 1,33  | 1   | 0   | 0  | 0   | 0   | 3    | 0   |

## Posiciones finales
| Posiciones finales. | Posiciones finales.     | Posiciones finales. | Posiciones finales. | Posiciones finales. | Posiciones finales. | Posiciones finales. | Posiciones finales. | Posiciones finales. | Posiciones finales. |
| Equipo              | Equipo                  | Pts                 | Prom                | PJ                  | PG                  | PP                  | TF                  | TC                  | Dif                 |
| ------------------- | ----------------------- | ------------------- | ------------------- | ------------------- | ------------------- | ------------------- | ------------------- | ------------------- | ------------------- |
| 1.º                 | San Lorenzo (BA) (C)    | 114                 | 60,56               | 71                  | 43                  | 28                  | 5847                | 5596                | 251                 |
| 2.º                 | La Unión de Formosa     | 100                 | 53,62               | 69                  | 37                  | 32                  | 5467                | 5346                | 121                 |
| 3.º                 | Ciclista Olímpico       | 106                 | 63,07               | 65                  | 41                  | 24                  | 5308                | 5039                | 269                 |
| 4.º                 | Weber Bahía Basket      | 107                 | 55,07               | 69                  | 38                  | 31                  | 5247                | 5352                | –105                |
| 5.º                 | Gimnasia Indalo         | 94                  | 56,66               | 60                  | 34                  | 26                  | 4692                | 4654                | 38                  |
| 6.º                 | Peñarol                 | 93                  | 55,00               | 60                  | 33                  | 27                  | 4985                | 4957                | 28                  |
| 7.º                 | Libertad                | 100                 | 53,84               | 65                  | 35                  | 30                  | 5304                | 5290                | 14                  |
| 8.º                 | Regatas Corrientes      | 94                  | 49,20               | 63                  | 31                  | 32                  | 5044                | 4984                | 60                  |
| 9.º                 | Quimsa                  | 90                  | 53,54               | 59                  | 31                  | 28                  | 4751                | 4572                | 179                 |
| 10.º                | Obras Basket            | 86                  | 47,45               | 59                  | 28                  | 31                  | 4902                | 4964                | –62                 |
| 11.º                | San Martín (Corrientes) | 91                  | 49,18               | 61                  | 30                  | 31                  | 5216                | 5130                | 86                  |
| 12.º                | Argentino (Junín)       | 89                  | 45,90               | 61                  | 28                  | 33                  | 4728                | 4829                | –101                |
| 13.º                | Estudiantes Concordia   | 83                  | 48,21               | 56                  | 27                  | 29                  | 4199                | 4453                | –254                |
| 14.º                | Ferro (Buenos Aires)    | 82                  | 46,42               | 56                  | 26                  | 30                  | 4315                | 4390                | –75                 |
| 15.º                | Atenas                  | 82                  | 46,42               | 56                  | 26                  | 30                  | 4326                | 4401                | –75                 |
| 16.º                | Quilmes                 | 81                  | 44,64               | 56                  | 25                  | 31                  | 4559                | 4614                | –55                 |
| 17.º                | Boca Juniors            | 81                  | 44,64               | 56                  | 25                  | 31                  | 4414                | 4507                | –93                 |
| 18.º                | Instituto               | 79                  | 41,07               | 56                  | 23                  | 33                  | 4260                | 4403                | –143                |
| 19.º                | Lanús                   | 87                  | 45,00               | 60                  | 27                  | 33                  | 4805                | 4866                | –61                 |
| 20.º                | Sionista                | 81                  | 35,00               | 60                  | 21                  | 39                  | 4564                | 4856                | –292                |

| (C): | Campeón                                             |
|      | Clasificados a la Liga de las Américas 2017.        |
|      | Clasificados a la Liga Sudamericana de Clubes 2016. |
|      | Equipo descendido de categoría.                     |

## Clasificación a competencias internacionales

### Liga de las Américas
| La Unión de Formosa Campeón conferencia Norte | San Lorenzo (Buenos Aires) Campeón conferencia Sur |

### Liga Sudamericana de Clubes
| Ciclista Olímpico Subcampeón conferencia Norte | Weber Bahía Subcampeón conferencia Sur | Gimnasia Indalo Campeón del Torneo Super 4. |

## Estadísticas individuales
Estadísticas individuales ordenadas en porcentajes por partido.
| Al final de la fase regular. (1 de mayo) Mayor eficiencia Jeremiah Wood (San Martín (C)) (55 PJ, 1305 pts, 23,7%) Lee Roberts (Libertad) (52 PJ, 1215 pts, 23,4%) Dwayne Jones II (Sionista) (33 PJ, 763 pts, 23,1%) Walter Baxley (Quilmes) (56 PJ, 1211 pts, 21,6%) Rodney Green (Lanús) (39 PJ, 766 pts, 19,6%) Más puntos Walter Baxley (Quilmes) (56 PJ, 1328 pts, 23,7%) Dar Tucker (Estudiantes (C)) (32 PJ, 620 pts, 19,4%) Rodney Green (Lanús) (39 PJ, 743 pts, 19,1%) Lee Roberts (Libertad) (52 PJ, 958 pts, 18,4%) Walter Herrmann (San Lorenzo (BA)) (52 PJ, 909 pts, 17,5%) Más rebotes Dwayne Jones II (Sionista) (33 PJ; 435 RT; 250 RD; 185 RO; 7,6 %RD; 5,6 %RO) Justin Williams (Ciclista Olímpico) ( 52 PJ; 565 RT; 382 RD; 183 RO; 7,3 %RD; 3,5 %RO) Javier Justiz Ferrer (Estudiantes (C)) (41 PJ; 433 RT; 300 RD; 133 RO; 7,3 %RD; 3,2 %RO) Sam Clancy, Jr. (Gimnasia Indalo) (56 PJ; 561 RT; 422 RD; 139 RO; 7,5 %RD; 2,5 %RO) Lee Roberts (Libertad) (52 PJ; 495 RT; 371 RD; 124 RO; 7,1 %RD; 2,4 %RO) Más asistencias Franco Balbi (Argentino (J)) (56 PJ; 346 as; 6,2 %as) Alejandro Konsztadt (La Unión de Formosa) (55 PJ; 301 as; 5,5 %as) Gustavo Aguirre (San Lorenzo (BA)) (49 PJ; 263 as; 5,4 %as) Maximiliano Stanic (Ciclista Olímpico) (49 PJ; 241 as; 4,9 %as) Bruno Fitipaldo (Obras Basket) (55 PJ; 257 as; 4,7 %as) Más robos Matias Lescano (San Martín (C)) (50 PJ; 106 rob; 2,1 %rob) Reynaldo García Zamora (Sionista) (54 PJ; 114 rob; 2,1 %rob) Winsome Frazier (La Unión de Formosa) (53 PJ; 94 rob; 1,8 %rob) Anthony Johnson (Weber Bahía) (35 PJ; 61 rob; 1,7 %rob) Rodney Green (Lanús) (39 PJ; 67 rob; 1,7 %rob) Más tapas/bloqueos Justin Williams (Ciclista Olímpico) (52 PJ; 206 to; 4,0 %to) Robert Battle (Quimsa) (51 PJ; 101 to; 2,0 %to) Javier Justiz Ferrer (Estudiantes (C)) (41 PJ; 58 to; 1,4 %to) Chaz Crawford (Argentino (J)) (47 PJ; 57 to; 1,2 %to) Sam Clancy, Jr. (Gimnasia Indalo) (56 PJ; 58 to; 1,0 %to) | Al final del torneo. Mayor eficiencia Jeremiah Wood (San Martín (C)) (60 PJ, 1441 pts, 24,0%) Lee Roberts (Libertad) (52 PJ, 1215 pts, 23,4%) Dwayne Jones II (Sionista) (33 PJ, 763 pts, 23,1%) Walter Baxley (Quilmes) (56 PJ, 1211 pts, 21,6%) Justin Williams (Ciclista Olímpico) (62 PJ, 1251 pts, 20,2%) Más puntos Walter Baxley (Quilmes) (56 PJ, 1328 pts, 23,7%) Dar Tucker (Estudiantes (C)) (32 PJ, 620 pts, 19,4%) Rodney Green (Lanús) (39 PJ, 743 pts, 19,1%) Lee Roberts (Libertad) (52 PJ, 958 pts, 18,4%) Jeremiah Wood (San Martín (C)) (60 PJ, 1057 pts, 17,6%) Más rebotes Dwayne Jones II (Sionista) (33 PJ; 435 RT; 250 RD; 185 RO; 7,6 %RD; 5,6 %RO) Justin Williams (Ciclista Olímpico) (62 PJ; 693 RT; 474 RD; 219 RO; 7,6 %RD; 3,5 %RO) Javier Justiz Ferrer (Estudiantes (C)) (42 PJ; 444 RT; RD; RO; %RD; %RO) Sam Clancy, Jr. (Gimnasia Indalo) (60 PJ; 596 RT; 445 RD; 151 RO; 7,4 %RD; 2,5 %RO) Lee Roberts (Libertad) (52 PJ; 495 RT; 371 RD; 124 RO; 7,1 %RD; 2,4 %RO) Más asistencias Franco Balbi (Argentino (J)) (61 PJ; 381 as; 6,2 %as) Alejandro Konsztadt (La Unión de Formosa) (66 PJ; 357 as; 5,4 %as) Maximiliano Stanic (Ciclista Olímpico) (59 PJ; 291 as; 4,9 %as) Gustavo Aguirre (San Lorenzo (BA)) (64 PJ; 310 as; 4,8 %as) Bruno Fitipaldo (Obras Basket) (58 PJ; 266 as; 4,6 %as) Más robos Reynaldo García Zamora (Sionista) (59 PJ; 131 rob; 2,2 %rob) Matias Lescano (San Martín (C)) (56 PJ; 118 rob; 2,1 %rob) Winsome Frazier (La Unión de Formosa) (67 PJ; 117 rob; 1,7 %rob) Rodney Green (Lanús) (43 PJ; 73 rob; 1,7 %rob) Anthony Johnson (Weber Bahía) (48 PJ; 79 rob; 1,6 %rob) Más tapas/bloqueos Justin Williams (Ciclista Olímpico) (62 PJ; 243 to; 3,9 %to) Robert Battle (Quimsa) (55 PJ; 108 to; 2,0 %to) Javier Justiz Ferrer (Estudiantes (C)) (42 PJ; 61 to; 1,5 %to) Chaz Crawford (Argentino (J)) (52 PJ; 64 to; 1,2 %to) Sam Clancy, Jr. (Gimnasia Indalo) (60 PJ; 60 to; 1,1 %to) |

## Premios individuales
| - MVP de la temporada - Justin Williams (Ciclista Olímpico) - MVP de las Finales de la LNB - Walter Herrmann (San Lorenzo (BA)) - Mejor árbitro - Fernando Sampietro - Revelación/debutante - Pablo Bertone (Lanús) | - Jugador de Mayor Progreso - Lucio Redivo (Weber Bahía) - Mejor Sexto Hombre - Mauro Cosolito (Ciclista Olímpico) - Mejor Entrenador - Fernando Duró (Ciclista Olímpico) |

- Mejor quinteto de la LNB [38][41]
  - B  Maximiliano Stanic (Ciclista Olímpico)
  - E  Walter Baxley (Quilmes)
  - A  Federico Aguerre (Gimnasia Indalo)
  - AP  Walter Herrmann (San Lorenzo (BA))
  - P  Justin Williams (Ciclista Olímpico)